# 千葉繁
千葉 繁（ちば しげる、1954年2月4日 - ）は、日本の声優、俳優、タレント、音響監督。熊本県宇土郡不知火町（現：宇城市）出身。81プロデュース所属。C&Oアクターズスタジオ所長。日本工学院専門学校俳優・声優科講師。本名・旧芸名は前田 正治（まえだ まさはる）。

## 略歴

### 生い立ち
東京文化学苑卒業。東京宝映タレント養成所出身。劇団フジ、劇団東芸、プロダクションエム・スリー、カメレオンハウスを経て81プロデュースに所属。
最初に目指していたものは宇宙飛行士だった。
中学卒業後、集団就職で熊本から上京して日立横浜工場で働き始める。仕事はテレビの最終審査をしていた。

### キャリア
偶々調整中のテレビ画面を見ていたところ「この中にオレが映ったらどうなるかな?」とひらめいて、これが芝居の世界に足を突っ込むきっかけとなった。働きながら勉強する苦学の日々を送る中、「歌手になるんだ」と言っていた鹿児島県出身の同僚の友人と参加した劇団フジのオーディションに合格、役者業に転向する。当時の審査員は成田三樹夫、千葉真一、三條美紀などだった。オーディションの際、ロビーで待っている時に突如現れた成田がトイレに行く時に、千葉の目の前を偶々通りがかり、「お、成田さんだ！すごい」と思っていた瞬間、「せっかく来たんだから君も受けてみない？」と声をかけてくれたという。そして言われるがままに、書類もなしで台本を朗読させられ、後日合格したという。その友人は落ちた。
1971年、テレビドラマ『一心太助』でデビュー。次の日にガールフレンドと鶴岡八幡宮に遊びに行って、おみくじを引いたところ「いまの仕事は大凶」と出て、次の日に辞表を出して、退社したという。そのガールフレンドとも、その時限りで会わなくなったという。生活のために、喫茶店のボーイ、牛乳配達、弁当屋の出前持ちなどのアルバイトをしていた。失業中に週刊平凡でスタントマン募集の記事を見て、湯浅剣睦会に所属。若い時は身体的な能力を生かして日活などの作品にスタントマンとして参加していたことで知られている。にっかつロマンポルノに俳優として出演したこともある。22歳の時、メソッド・アクティングを追及していくうちに、演技とリアリティにギャップが生まれていることに悩み、悩んだ挙げ句、にっかつロマンポルノのプロデューサーに「出演させてください!」とお願いしに行っていたという。プロデューサーに履歴書を見せていたところ、「本当にやるの?」と不思議がられたりしていたという。本人によれば、ぐりぐり眼鏡の学生で、コトに及んで「僕知ってるよぉ!」などと叫んでいるようなキャラクターだった。また中学時代は体操部のキャプテンであり、運動神経はバッチリだといい、『ケルベロス-地獄の番犬』の作中ではバク転を披露している。劇団東芸移籍後もテレビドラマなどに出演。大河ドラマや1978年版『白い巨塔』に出演したこともある。お笑い芸人・役者のチャーリーカンパニーとはこのころからの旧友で、現在も親交がある。
声優業を開始したのは1976年『ドカベン』からで、次第に声優としてのキャリアを積んでいく。1984年に始まった『北斗の拳』ではジョーカーなど悪役の主にやられ役要員として出演していたが、後に予告ナレーションも担当した。1985年に『ハイスクール!奇面組』で初めてアニメの主人公を演じ、同年に若手声優を集めて劇団バーストマンを旗揚げして活動していたが、後に解散。1989年には、押井守監督のOVA『御先祖様万々歳!』で初の音響監督を経験して以降、音響制作業での活動が増えている。俳優養成所のC&Oアクターズスタジオで所長を務めるなど、後進の育成に力を注いでいる。また、声優としての名を確立した現在でも、映画や特撮ドラマに顔出し出演することがある。わずかではあるが、脚本を手がけた作品もある。
アニメ監督の押井守とは、1980年のテレビアニメ『ニルスのふしぎな旅』以来の付き合いであり、『うる星やつら』は原作ではチョイ役だったメガネというキャラクターを押井監督とともにふくらませ、千葉の名を印象付ける出世作となった。このメガネの延長で「千葉繁のプロモーション映像を作ろう」という企画が発展して制作された1987年の実写映画『紅い眼鏡』では主演を務めた。その他『ケルベロス-地獄の番犬』、『トーキング・ヘッド』など押井守の実写映画にも出演。『獣電戦隊キョウリュウジャー』のドクター・ウルシェード役で年長ヒーローを演じ、さらに押井の代表作『機動警察パトレイバー』の実写映画版『THE NEXT GENERATION -パトレイバー-』（総監督を押井が担当）にアニメと同じシバシゲオ役で顔出し出演もしている。

### 現在まで
2017年1月9日、テレビ朝日にて放映された『人気声優200人が本気で選んだ!声優総選挙!3時間SP』で第20位に選ばれる。

## 人物・エピソード
趣味はアクション、殺陣。空を飛ぶことが好きで、モーターパラグライダーをしており、昔からハングライダー、セスナの操縦もしていたという。
好きな言葉は「私自身が宇宙である」、「冬は必ず春となる」。
4人兄妹の長男で妹2人、弟がいる。

### 特色
声種はバリトンだが、甲高く個性的な声、変声前、変声後の役も演じ分けている。声優としては、アニメ、外画を中心に活躍している。

### 交友・対人関係
中村大樹とは家が近所である。
野沢雅子が退団してから劇団東芸に入っており、直接接点はないが劇団の後輩にあたる。野沢は千葉の芝居はいつも体当たりで大好きだと語っている。
くじらの芸名の名付け親である。
岩田光央が当時、働いていたデザイン事務所の社長に、「デザイナーか声優のどちらかを選べ」と言われていた時に千葉に相談したのが、岩田の大きなターニングポイントだったと語る。岩田曰く、「あの時、もし相談相手が千葉でなかったらそのままデザイナーになっていたかもしれない」とのことで、真っ先にお世話になっていた千葉に答えを求めたのが、岩田のセンスだったと語る。
福山潤は声優になるきっかけになった人物の一人に千葉を上げており「僕のアイドル」だという（『電光超特急ヒカリアン』で初共演）。子供の頃からアニメを見ていた際に「千葉さんが出ているからこの番組を見よう」と思っていたほどだったといい、千葉が出演している実写作品も見ていたという。

### 逸話
父によると千葉は3歳の頃に3日間、仮死状態だったという。医者からサジを投げられたことがあり、その時から両親は、好きなことをさせようと考えていてくれたようだったという。実家は貧乏であり、迷惑をかけないために、就職先を探して、前述の日立横浜工場だったという。中学卒業後に乗っていた東京都へ向かう列車に命の恩人である医師が乗っていたという。
子供の頃は大川に直径が200メートル位の小さな島のようなものが子供達の遊び場所になっており、Aチーム、Bチームに分かれ、その中に生えていた葦でうちを作るわけだった。そこには無線機があり、炊事などもできる本格的なものであり、学校から帰ってくると、そこへ直行するわけだった。無線機でお互いに時間を決めて、弓矢などの非常に原始的な遊びをしていた。学校へ行くと、休み時間にピストルの引き金がどうやったらうまく暴発しないで発射できるか、もしくはロケットの発射のための点火装置というようなことを描いていた図面を広げていた。ちょうどアポロが月に向かっている頃だったことから「今度は科学に行こう」ということになった。アンテナの素子の中に火薬を入れて、詰め襟のような布を切って四層くらいにして火薬を入れて、水道管の筒を発射台にして、ブロックを4個並べて田んぼのど真ん中で発射していた。それを見ていたお婆さんが腰を抜かし、「これはお婆ちゃんに迷惑かけちゃうからやめよう」ということになったものの、その他にも危ないことばかりしていた。
アマチュア無線の中学校に通っていた。中学1年生の時に電話級の免許を取得。無線を始めたきっかけは図書館で電気物理学か何かの本を読み、「電気って不思議だなあ」と思い、ゲルマニウム・ラジオ、三球式のST管でラジオを製作したのが初めである。中学時代の体操部部在籍中に無線に興味を持ち、体操では食べていけないということで、無線部を結成して所属。
役者時代、日活ロマンポルノの撮影に行く途中、「開かずの踏切」にひっかかり1時間遅刻したため、プロデューサーから叱責され、所属事務所からはスケジュールをすべて白紙にされるという罰則を科される。その後、テレビで見た洋画吹き替えの仕事に興味を持ち、マネージャーに相談したところ、紹介されたのが『ドカベン』のオーディションで、声優デビューのきっかけとなった。それまで職業としての声優があることを知らず、器用なアナウンサーが演じているくらいに思っていたという。その後、新劇の俳優達が演じていることを知り、「それなら自分にもできる」と思ったのがきっかけである。結果として、役者時代にした一度だけの遅刻を機に、その後の声優としての地位を確立していくこととなったため、千葉は後にインタビューで「わからないものですよね。それ（遅刻）が、こんな風に影響してくるんですから」と語っている。
童話、民話の「語り」をしていた時期があり、語りの研究をしていた加藤精三に7年間程師事。
「名前のある役は根底にあるものを壊せない。作品の中で死ぬキャラクターのほうがいろんな人生観を付加できるので面白い」という理由から、「メインの役や主役を演じることはやりたくない」と公言しており、『ハイスクール!奇面組』では主人公・一堂零のオーディションを断ったため、マネージャーに怒られたという逸話がある。オーディションでは当初、冷越豪役を受けていたが、その中で音響監督の斯波重治に零役を薦められ、「どうせ自分の役ではないから」と軽い気持ちで台詞を収録したところ役をもらった。その後、千葉は「リーダーは一堂零だけど、奇面組が主役なんだから、みんな揃って主役なんですよ」と言われて結局やることになったと話している。一堂零役に関しては後年「結果的に引き受けてよかった」と語っていた。共演した高橋美紀によると、一堂零を演じる際は常に体当たりで演じていたため、収録中に倒れてもいいように壁際で演じていたという。
『オレたちひょうきん族』のオープニングナレーションでNGを出し、ひょうきん懺悔室へ送られ懺悔をしたことがある。その時の神様の判定は「×」で、結局水を被るはめになった。
1987年にフジテレビで放送された情報番組『深夜秘宝館』では、着ぐるみキャラクターの「Dr.シーゲル・バーチー」役を担当する。外部から声を担当するのではなく、メカを内蔵し遠隔操作（ワイヤー操作、無線操作）で様々な表情が表現できる特殊なマスクを含めて重装備な着ぐるみを千葉自身が着用して登場し、隣に座る司会の相楽晴子とやり取りするという形だった。番組最終回では、着ぐるみを装着したままでバック転を行い、その後マスク部分を脱いで汗だらけの素顔を披露した。なお、俳優時代にも『ミラーマン』においてスタントを行った際に吊橋の上でバック転をした経験がある。
『幽☆遊☆白書』で自身が演じる桑原和真が、あるエピソードで背中向きになって「殺すぞ、この野郎」という台詞をテストでボソッと静かに言ったところ、音響監督の水本完から「もう少し真面目にやってくれよ。もっと強く言ってくれ」とダメ出しをされたため、千葉は「桑原はこの時本気ですよね。本気の人間は叫んだりしないと思いますよ」と反論した。水本がそれに対してさらにダメ出しをしようとしたところ、千葉は水本に向かって「殺すぞ、この野郎……」と本腰を入れてボソッと言ったため、水本からは「……そのままやって」と言われたという。
「日本では声優という職業はない、俗称なんです」、「僕らも映画もドラマも舞台もやりますし、仕事の一部として声優をやるんです」という考えを持ち、「いちアーティストとしてはそれぞれのキャラクターを付け替えられるけれど、全部の仮面を取った時に俳優・千葉繁が存在していないと駄目だと思うんですよ。仮面を取っちゃったら、ただのフリーターになっちゃった〜という人が多くなっている。俳優の基盤がない人だと、ひとつの番組だけで業界から消えてしまうことにもなりますからね」と語っている。声優に憧れている人物に対しては声優は台本を持ってかわいい声を出せれば成立する世界ではないため、「まずは徹底的に、最低10年は体を使った芝居を勉強しなさい」「声優になる前に俳優になれ。役者になれ」と考えているという。

### 千葉をモデルにしたキャラクター
『機動警察パトレイバー』では名前をもじった「シバシゲオ」というキャラクターを演じたが、これは千葉を高く評価するアニメ監督の押井守が考案したキャラクターであり、わざと千葉に似せてキャラクターデザインがなされたものである。後に漫画版でも同名のキャラクターが登場することとなった。実写版『THE NEXT GENERATION -パトレイバー-』でも千葉自身がシバシゲオ役で出演している。
『獣電戦隊キョウリュウジャー』で演じたドクター・ウルシェードは、千葉が顔出しでのオファーの際に要望した役柄がそのまま採用されており、役作りはせず自身のキャラクターそのままだったと述べている。ただしアドリブは用いていない。
『なつなぐ!』の千葉シゲ蔵は名前のとおり、千葉繁自身をモデルにしたキャラクターで、作品自体も熊本県が舞台であり、熊本弁が作中の公用語になっている。熊本県自身が熊本地震からの復興と地域おこしのために制作したアニメである。

### 北斗の拳
『北斗の拳』の収録現場では、ケンシロウに倒される際の断末魔の悲鳴を、同じやられ役の声を担当した番組レギュラー陣と共に現場で開発したアドリブで発し続け、やがて断末魔の悲鳴とはかけ離れた台詞にまでエスカレートしていった。時には、スタッフからNGを受けたほどの逸話があり、「ちぃーぶわぁー!」と自分の名前で断末魔の悲鳴を叫ぼうとしたところ、「『それはダメ』と言われてNGになりました」と述べている。
次回予告のナレーションでは、話数を重ねるたびにどんどんテンションが上がっていき、物語の展開やサブタイトルのネーミングと相まって視聴者から大好評になったが、体が持たないと判断し歌舞伎調のナレーションでテンションを下げた。しかしその途端、視聴者から「なぜやめるんだ」「戻さないと（漫画の）不買運動を起こす」とのクレームが殺到し、スタッフからも「千葉さん死んでくれ」と言われたため、本人も腹をくくって再び高いテンションで続けていき、『北斗の拳2』の最終回では最高潮に達したという（『トリビアの泉 〜素晴らしきムダ知識〜』『アニメギガ』『アメトーーク!』でも紹介された）。
『北斗の拳』を題材にしたパチンコ、パチスロでも千葉がナレーションに起用されている。
千葉は、『北斗の拳』でザコキャラを演じた時のアドリブについて、「ザコキャラにだって、きっと家族がいるわけです」「ただの壮大な兄弟ゲンカに巻き込まれているんですから、たまったもんじゃないですよ（笑）」と語った上で、「ケンシロウとラオウのケンカに巻き込まれて死んでいく理不尽。そこを、どうにかして活かしてやりたいと思ったんです」と述べている。ハイテンションな語りについては、「それまでのナレーションは、ナレーターの方が淡々とかっこよく言うものだったけれど、『北斗の拳』の世界観がかっこいいはずがない」「あのザコキャラたちの叫びや怒りとかを込めていたら、どんどんテンション高くなっていっちゃったんです」と、物語の中で死んでいったザコキャラたちの思いを代弁したいという考えから、結果として生まれたと語っている。

### アドリブ
収録の現場では「アドリブを入れる」ことを特徴としており、稀にアドリブ内容が過激になり過ぎて放送できないとしてボツとなり、スタッフ側から自粛令を出されたこともあるほどである。アドリブについて千葉は「やってる本人が楽しくないと、テレビを見てる子どもたちも楽しくないですから」との持論があり、「顔出しの役者は普通にアドリブを入れるものであり、もっと有効な言葉はないか、この状況ならこういった方が自然だろうとより良くするために『ドカベン』をやっていたら、音響監督の斯波に認められ数々の役を推薦されるようになった」と語っている。
「アドリブを入れる場合、キャラクターが後ろを向いたときがチャンス」と語る。前を向いていると口パクに合わせて演じる必要があるためである。
台本に一部台詞がなく「千葉さん一分お願いします」、「好きにやっちゃってください」と書かれることもあるという。
アドリブでもただ単に面白いことを狙ったアドリブと役の本質から突っ走ってしまうものとで2種類あるといい、単なる言葉遊びのアドリブは死んでいるものだと思っているという。「どうしても言わざるを得ない、そういった役者のアプローチを監督が見ていて、次のシナリオにその要素を使っていただいて、軌道修正しながらやっていくんです。それがだんだん、アドリブをやらなくてよくなっていく。シナリオがそういうふうに書かれますから」と語っている。
アニメ作品においては「ビーストウォーズシリーズ」における共演者たちとのアドリブ合戦が有名。また、続編である『電光超特急ヒカリアン』では前作から続投したキャラクターを演じたが、アドリブによって前作とはかなり異なるキャラクターとなった。こういったアドリブについて千葉本人は「事前に考えているわけではなく、現場でとっさに思い浮かんだことを言っている」と述べている一方で、岩田光央は共演時に千葉の台本にアドリブの内容が細かく書き込まれていたという証言もしている。
『うる星やつら』で共演した古川登志夫、神谷明らによると本番時にテストのときと違うことを言ったり、興奮して台本の文字が読めなくなり思いついたことを言うことがあるといい、アドリブでスタジオ中が大爆笑し録音が中止になったこともある。「リハーサルと同じこと言ってくれたら我慢できるから面白かったあれ言ってよ、と言っても絶対やらないんです。絶対違うことを考えて、本番はもっと面白いことをやるんですよ」、「逆に言うと、くるぞっていう気持ちでいないと不意を突かれるんです」と言われていた。
台詞が字幕として表示されるゲーム作品においては『ディシディア ファイナルファンタジー』（ケフカ役）、「天外魔境シリーズ」（マントー役）、『サクラ大戦2 〜君、死にたもうことなかれ〜』（千葉助役）などで文字で表示される台詞と実際の音声による台詞が一致しないという現象も生じている。『ディシディア ファイナルファンタジー』においては軽い悪態が多用されているほか、掛け声として魚類の名称がアドリブとして入れられている。
その他に「天外魔境シリーズ」や「サクラ大戦シリーズ」に携わった広井王子とのラジオ番組『広井王子のマルチ天国』内で放送されたラジオドラマ『火星物語』では、特に初期の作品で登場人物のほぼ全てを共演した横山智佐と2人でアドリブを交えて演じたが、広井の台本遅延や内容不足を横山とのアドリブで補うといった場面も少なくなかった。

## 出演
太字はメインキャラクター。

### テレビアニメ
1976年
- ドカベン（1976年 - 1979年、野球部員A、池田、弁造、五ェ門、生徒A、佐野、藤尾、審判、今川、山岡 他）
- ブロッカー軍団IVマシーンブラスター（船員B、乗客、代表）

1977年
- 一発貫太くん
- ポールのミラクル大作戦（隊員）
- ろぼっ子ビートン（ナニヤラ、船員）
- 恐竜大戦争アイゼンボーグ（香月隼人、鳥居直行）

1978年
- 家なき子
- 科学忍者隊ガッチャマンII（ギャラクター戦闘員 他）
- 未来少年コナン

1979年
- 宇宙空母ブルーノア（田村道郎）
- 科学忍者隊ガッチャマンF（ギャラクター戦闘員 他）
- 銀河鉄道999（1979年 - 1980年、本部員、本部員A、足立太、ホッパーC、コロンバス）
- こぐまのミーシャ（1979年 - 1980年、ネコスキー、山ネコのパパ、山ネコ、ニャーゴの父 他）
- ザ☆ウルトラマン（1979年 - 1980年、モンキ、スタッフ、バビラー星人、職員A 他）
- シートン動物記 りすのバナー（ゴチャ）
- 花の子ルンルン
- ベルサイユのばら（1979年 - 1980年）

1980年
- 宇宙戦艦ヤマトIII（1980年 - 1981年、坂巻浪夫）
- 宇宙戦士バルディオス（所員、幹部C、サム）
- 怪物くん（アマゾンの半魚人、遊園地の係員、グラゴン〈初代〉 他）
- 鉄腕アトム (アニメ第2作)（1980年 - 1981年、ピラ、スペースボート係員、警備ロボットA、ピタット）
- 伝説巨神イデオン（ガンツ、兵士、中隊長、パーキンスン）
- トム・ソーヤーの冒険（サム、検事）
- とんでも戦士ムテキング（トカゲッテル 他）
- ニルスのふしぎな旅（1980年 - 1981年、がちょうA、グスタ、門番A、ゲラン、農夫）
- のどか森の動物大作戦（スタニー）
- 無敵ロボ トライダーG7（ズール）

1981年
- あしたのジョー2
- うる星やつら（1981年 - 1986年、メガネ、キャスター 他）
- 最強ロボ ダイオージャ（ヤルゴン）
- 太陽の牙ダグラム（ジョルジュ・ジュールダン、オッペ）
- 太陽の使者 鉄人28号（アキラ）
- ダッシュ勝平（島田正午、柴田 他）
- Dr.スランプ アラレちゃん（1981年 - 1986年、ニコチャンの手下、おとぎマシーン、タイムくん、ラットくん、ドンベ、突詰、マツ山 他）
- ドラえもん（テレビ朝日版第1期）（1981年 - 2003年、トム、煙草を捨てた男、ツアーロボット）
- 忍者ハットリくん（警官）
- ハロー!サンディベル
- まいっちんぐマチコ先生（1981年 - 1983年、山形先生）
- ヤットデタマン（エスキモー、たこやき屋、ゼブラメカ、そば屋、グーテンヘルグ、ウナギ屋、市民A）

1982年
- おちゃめ神物語コロコロポロン（アトラス、アポロン、音楽の神、女形、キレール）
- 逆転イッパツマン（1982年 - 1983年、今市、ヤング、うえだ屋、びっくり主水、くちびるメカ）
- ゲームセンターあらし（曽根、記者A）
- さすがの猿飛（00893）
- 戦闘メカ ザブングル（ピラン）
- 新・ど根性ガエル
- ときめきトゥナイト（与田、ペンキ屋、医者A、司令官）
- Dr.スランプアラレちゃん ペンギン村英雄伝説（手下）
- フクちゃん（ガードマンA、小学生A、学生、医者）
- 銀河旋風ブライガー

1983年
- 伊賀野カバ丸（目白要）
- 銀河疾風サスライガー（バッキー）
- The・かぼちゃワイン（暴漢）
- スプーンおばさん（ゴローニャ、アプアプ）
- 装甲騎兵ボトムズ（1983年 - 1984年、バニラ・バートラー、コンピューターの声、男）
- ななこSOS（プライド、百面相、トキオ）
- パーマン（第2作）（サブ 他）
- ベムベムハンターこてんぐテン丸（ぼろかっぱ）
- 魔法のプリンセス ミンキーモモ（カジラ、悪夢の黒雲）

1984年
- 機甲界ガリアン（1984年 - 1985年、マーダル兵、レッド・ウィンドウ、住民）
- Gu-Guガンモ（パパ、デジャブー、金助）
- 大自然の魔獣バギ（暴走族D）
- チックンタックン（ドクターベル）
- 北斗の拳（1984年 - 1988年、ナレーター、ジョーカー、コマク、ベジ、ヘグ、ウサ、ジャコウ、黒夜叉 他） - 2シリーズ
- 魔法の妖精ペルシャ（1984年 - 1985年、ゲラゲラ）
- らんぽう（山下）

1985年
- コンポラキッド（大五郎〈パパ〉）
- 昭和アホ草紙あかぬけ一番!（アナウンサー）
- タッチ（1985年 - 2001年、上杉信吾、パンチ、ピンチ） - 1シリーズ + 特別編2作品
- ハイスクール!奇面組（1985年 - 1987年、一堂零）
- 魔法のスターマジカルエミ（1985年 - 1986年、国分寺円）

1986年
- あんみつ姫（柿の種助、おっとっと）
- ゲゲゲの鬼太郎（第3作）（指名手配の男B、シルクハット狸）
- 青春アニメ全集（長吉、蕗屋清一郎）
- ドラゴンボール（1986年 - 1989年、ピラフ 、チビ、手下）
- Bugってハニー（1986年 - 1987年、スケルトン）
- 魔法のアイドルパステルユーミ（国光喜三郎）
- めぞん一刻（1986年 - 1988年、四谷、惣一郎〈犬〉）

1987年
- アニメ三銃士（ローシュフォール）
- アニメ80日間世界一周（トランスファー）
- ウルトラB（戸坂タテオ）
- エスパー魔美（空巣）
- グリム名作劇場（1987年 - 1989年、かえる、御意見番、狩人、悪魔、狐） - 2シリーズ
- シティーハンター（1987年 - 1988年、立花、鬼瓦の源） - 2シリーズ
- 聖闘士星矢（スパルタン）
- のらくろクン（1987年 - 1988年、お梅）
- 陽あたり良好!（森末健次、太田新一郎）

1988年
- F-エフ（木下啓太）
- 美味しんぼ
- おそ松くん（第2作）（1988年 - 1989年、おまわりさん、ニャロメ、レレレのおじさん 他）
- 魁!!男塾（鬼ヒゲ、卍丸）
- それいけ!アンパンマン（1988年 - 2020年、バットット、トラくん、サイの司会者、ドクター・ヒヤリ）
- つるピカハゲ丸くん（となり田じいさん）
- ドクター秩父山（アナウンサー 他）
- 魔神英雄伝ワタル（デスゴッド）
- 名門!第三野球部（桑本聡）

1989年
- 悪魔くん（化けガラス）
- 機動警察パトレイバー（シバシゲオ）
- ジャングル大帝（第3作）（ココ）
- 新ビックリマン（1989年 - 1990年、ディオ・コッキー）
- たいむとらぶるトンデケマン!（1989年 - 1990年、トンデケマン、レオナルド博士）
- 小さなアヒルの大きな愛の物語 あひるのクワック（ドルフ）
- ドラゴンボールZ（1989年 - 1993年、ラディッツ、ガーリックJr）
- らんま1/2 熱闘編（猿隠佐助、店員、肉マンその2、店主、手下、きのことり老人）

1990年
- 江戸っ子ボーイ がってん太助（怪盗ラットマン、おらが源内 他）
- かりあげクン（悪魔）
- 平成天才バカボン（おまわりさん、レレレのおじさん、ヨヨヨのおじさん、タリタのおじさん）
- 魔法使いサリー（弟分）
- 笑ゥせぇるすまん（遊田）

1991年
- 緊急発進セイバーキッズ
- キン肉マン キン肉星王位争奪編（1991年 - 1992年、中野さん、キン肉アタル）
- バカボンおそ松のカレーをたずねて三千里（本官さん）
- 丸出だめ夫（サブちゃん、梅雨前線）
- RPG伝説ヘポイ（アイスボンボン）

1992年
- お〜い!竜馬（岡田以蔵）
- クッキングパパ（村上さん）
- サラダ十勇士トマトマン（カマキリ卿）
- 超電動ロボ 鉄人28号FX（エイジャー、天竜寺博士、アル・ハンブラ）
- ツヨシしっかりしなさい（渡辺司 他）
- Dr.スランプアラレちゃん‘92お正月スペシャル（ニコチャン手下、摘突詰）
- 幽☆遊☆白書（1992年 - 1995年、桑原和真）

1993年
- 剣勇伝説YAIBA（当たりの玉）
- GS美神（ドクター・カオス）
- ポコニャン!（動物園のタコ）

1994年
- おまかせスクラッパーズ（ニッカド、ジェントル）
- とっても!ラッキーマン（1994年 - 1995年、バードマン〈初代〉、努力マン / 杉田努力）

1995年
- アリス探偵局（コクチョー）
- クマのプー太郎（『バボちゃん'95!!』ナレーション） - 音響監督兼任
- バーチャファイター（ラウ・チェン、ナレーション）
- 美少女戦士セーラームーンSuperS（クルミワリオ）
- ヤンボウ ニンボウ トンボウ（キツネ男）

1996年
- ゲゲゲの鬼太郎（第4作）（1996年 - 1998年、ねずみ男）
- セイバーマリオネットJ（大江久保彦左衛門、町奴のアキラ、ナレーター）
- ドラゴンボールGT（ピラフ）
- ハーメルンのバイオリン弾き（オーボウ）
- みどりのマキバオー（チュウ兵衛）

1997年
- 忍ペンまん丸（貞良）
- YAT安心!宇宙旅行（キルロイ）

1998年
- 吸血姫美夕（神魔・トンビ）
- カウボーイビバップ（ビデオマニア）
- サイレントメビウス（グロヴァー翁）
- SHADOW SKILL -影技-（軍曹）
- serial experiments lain（ねずみ）
- 太陽の子エステバン（BS版）（黄金都市神官）
- どっきりドクター（雪之丞、水越一、ヒゲ男）
- はれときどきぶた（大家さん）
- Bビーダマン爆外伝（ダークイヤミ）
- 名探偵コナン（1998年 - 2025年、幸田正夫、木島大作、脇田兼則 / ラム）
- 遊☆戯☆王（孤蔵野）

1999年
- 神風怪盗ジャンヌ（東大寺警部）
- 金田一少年の事件簿（相馬敦士）
- 小さな巨人 ミクロマン（コブラージ、ハンス）
- ルパン三世 愛のダ・カーポ〜FUJIKO'S Unlucky Days〜（ナザロフ）
- レレレの天才バカボン（1999年 - 2000年、本官さん、レレレのおじさん）
- ONE PIECE（1999年 - 、バギー、ウープ・スラップ） - 1シリーズ + 特別編『“3D2Y”』

2000年
- 六門天外モンコレナイト（柊一郎兵衛）

2001年
- ギャラクシーエンジェル（2001年 - 2002年、ミスター・ゴッド、Dr.マッコイ） - 2シリーズ

2002年
- サイキックアカデミー煌羅万象（ブウ・ヴェルカ・ラシェプーダ・アラパ）
- 電光超特急ヒカリアン（ブラックエクスプレス）

2003年
- 無限戦記ポトリス（キンバルト）

2004年
- アークエとガッチンポー（ボットンギラス）
- 金色のガッシュベル!!（ベルギム・E・O、神）
- 絶体絶命でんぢゃらすじーさん（校長〈2代目〉、ナレーション） - 音響監督兼任
- ななみちゃん（大家金蔵、九太郎）
- BLEACH（ドン・観音寺）
- 冒険王ビィト（メルモンド）

2005年
- うえきの法則（植木源五郎）
- ブラック・ジャック（安東医師）
- ボボボーボ・ボーボボ（ハイドレート）
- MONSTER（ミルヒ）

2006年
- いぬかみっ!（河原崎直己）
- 陰からマモル!（マンドラゴラゲルベスタバルドロモンガルギーバーエリマルキー星人の隊長）
- ケロロ軍曹（ウラミマース）
- 地獄少女 二籠（根来哲郎）
- スパイダーライダーズ 〜オラクルの勇者たち〜（2006年 - 2007年、グラスホップ、ブルータス） - 2シリーズ
- まじめにふまじめ かいけつゾロリ（あきらの父）

2008年
- Yes!プリキュア5GoGo!（館長）
- キャシャーン Sins（墓守りの男）
- ゲゲゲの鬼太郎（第5作）（ゲゲゲハウス）

2009年
- 銀魂（2009年 - 2018年、ぐちり屋の親父、六転舞蔵） - 4シリーズ
- ドラゴンボール改（ラディッツ、孫悟飯）

2010年
- 海月姫（根岸三郎太）
- それでも町は廻っている（松田旬作）
- パンティ&ストッキングwithガーターベルト（コルセット）

2011年
- SKET DANCE（ラーメン屋店長）
- 日常（ナレーション）
- デジモンクロスウォーズ 〜時を駆ける少年ハンターたち〜（サゴモン）

2012年
- アドリブアニメ研究所（学園長先生）
- 氷菓（谷本）
- プリティーリズム・ディアマイフューチャー（ドン・ボンビー / 阿世知欽太郎）

2013年
- 宇宙戦艦ヤマト2199（佐渡酒造、加藤一徹） - 2012年劇場先行公開
- クレヨンしんちゃん（ナレーション）
- 団地ともお（樫野さん）
- プリティーリズム・レインボーライブ（蓮城寺行秀）
- ルパン三世 princess of the breeze 〜隠された空中都市〜（ミスターG）

2014年
- 魔法少女大戦（エビゾウ）

2015年
- 暁のヨナ（ヒデ爺）
- オーバーロード（2015年 - 2022年、セバス・チャン） - 4シリーズ
- おまかせ!みらくるキャット団（ブルース・ジャッキー） - 音響監督兼任
- ドラゴンボール超（2015年 - 2017年、ピラフ）

2016年
- 3月のライオン（2016年 - 2018年、川本相米二） - 2シリーズ
- ジョジョの奇妙な冒険 ダイヤモンドは砕けない（吉良吉廣）
- タイムボカン24（2016年 - 2018年、ボカンナレ） - 2シリーズ
- CHEATING CRAFT（葛平）
- なめこ〜せかいのともだち〜（激辛なめこ）
- デュエル・マスターズ VSRF（校長）
- ニンジャスレイヤー フロムアニメイシヨン スペシャル・エディシヨン（TVシリーズ）版（リー・アラキ）

2017年
- まけるな!!あくのぐんだん!（ヒヨドル、ヒヨドルおじさん、寿司屋の大将）
- 終末なにしてますか? 忙しいですか? 救ってもらっていいですか?（グリック・グレイクラック）
- 笑ゥせぇるすまんNEW（内名木洋介）
- GRANBLUE FANTASY The Animation（ヨダルラーハ）

2018年
- ポプテピピック（2018年 - 2021年、ピピ美〈第2話Bパート / 再放送・リミックス版第10話Bパート〉）
- 鬼灯の冷徹（懸衣翁）
- キラッとプリ☆チャン（2018年 - 2019年、青葉ケンザブロウ）
- バキ（国松）

2019年
- ぱすてるメモリーズ（魔王）
- 世話やきキツネの仙狐さん（ドン・タヌキ男、上司）
- KING OF PRISM -Shiny Seven Stars-（十王院万太郎）
- ゲゲゲの鬼太郎（第6作）（黒坊主）
- 鬼滅の刃（善逸の師匠）
- うちの娘の為ならば、俺はもしかしたら魔王も倒せるかもしれない。（シヘス）
- ラディアン（2019年 - 2020年、クリストロム男爵）

2020年
- SHOW BY ROCK!! ましゅまいれっしゅ!!（2020年 - 2021年、マスター） - 2シリーズ
- 異世界かるてっと2（セバス）
- なつなぐ!（千葉シゲ蔵）
- ドロヘドロ（チダルマ）
- プリンセスコネクト!Re:Dive（ブライ）
- LISTENERS リスナーズ（レオ・マーシャル）
- 放課後ていぼう日誌（たこひげやの店長）
- 呪術廻戦（2020年 - 2023年、祖父 / 虎杖倭助、漏瑚） - 2シリーズ
- レヱル・ロマネスク（ナレーション）
- 戦翼のシグルドリーヴァ（整備班長）

2021年
- オルタンシア・サーガ（ドクトル・グレフ）
- バック・アロウ（ブッチ）
- アオとキイ（イロトリドリ）
- サクガン（オヤジ）
- 吸血鬼すぐ死ぬ（2021年 - 2023年、野球拳大好き） - 2シリーズ
- 逆転世界ノ電池少女（ラーメン屋店主）

2022年
- 平家物語（後白河法皇）
- BORUTO-ボルト- NARUTO NEXT GENERATIONS（舟戸アラウミ）
- 怪人開発部の黒井津さん（赤マント将軍）
- このヒーラー、めんどくさい（御神体）
- デュエル・マスターズ WIN（2022年 - 2024年、チバカブラ〈千葉さん〉、ナレーター） - 2シリーズ
- ぼっち・ざ・ろっく！（世紀末男子）

2023年
- HIGH CARD（ラッキー・ランチマン）
- 大雪海のカイナ（看板じい）
- ジョジョの奇妙な冒険 ストーンオーシャン（ニュース音声）
- TRIGUN STAMPEDE（ネブラスカ）
- 便利屋斎藤さん、異世界に行く（魔王）
- うる星やつら (2022)（2023年 - 2024年、竜之介の父、犬） - 2シリーズ
- 魔法少女マジカルデストロイヤーズ（調合師）
- 百姓貴族（2023年 - 2024年、親父殿、ナレーション、でんすけ、伝説の英語教師、依田勉三 他） - 2シリーズ
- 白聖女と黒牧師（ヒューゴ）
- 君のことが大大大大大好きな100人の彼女（2023年 - 2025年、神様） - 2シリーズ
- 放課後少年花子くん（えるだーもっけ）
- とあるおっさんのVRMMO活動記（ブラック）
- ゾン100〜ゾンビになるまでにしたい100のこと〜（ヒコじい）
- 邪神ちゃんドロップキック【世紀末編】（ナレーション）

2024年
- 結婚指輪物語（2024年 - 、アラバスタ） - 2シリーズ
- スナックバス江（ナレーション）
- 魔王軍最強の魔術師は人間だった（ジェイス）
- 戦国妖狐 千魔混沌編（黒月斎）
- 凍牌〜裏レート麻雀闘牌録〜（本原）
- るろうに剣心 -明治剣客浪漫譚- 京都動乱（2024年 - 2025年、柏崎念至）

2025年
- ニートくノ一となぜか同棲はじめました（ナレーション）
- FARMAGIA（デントロ）
- 魔神創造伝ワタル（爺チャンネル）
- 日本へようこそエルフさん。（アジャ）
- ウィッチウォッチ（カッさん）
- ニャイト・オブ・ザ・リビングキャット（ナレーション）
- クレバテス-魔獣の王と赤子と屍の勇者-（ブロコ）
- New PANTY & STOCKING with GARTERBELT（コルセット）
- 気絶勇者と暗殺姫（ベレ）

### 劇場アニメ
1981年
- 怪物くん 怪物ランドへの招待（半魚人）
- 劇場版 宇宙戦士バルディオス（ミラン）
- Dr.スランプ アラレちゃん ハロー!不思議島（タイム）

1982年
- 1000年女王（ラーメタル士官A）
- Dr.SLUMP ほよよ! 宇宙大冒険（ニコチャン家来）

1983年
- うる星やつら オンリー・ユー（メガネ）
- チョロQダグラム
- ドキュメント 太陽の牙ダグラム（ジョルジュ）
- Dr.スランプ アラレちゃん ほよよ!世界一周大レース（手下）
- パーマン バードマンがやって来た!!（サブ）

1984年
- うる星やつら2 ビューティフル・ドリーマー（メガネ）
- 超人ロック（ウド）
- Dr.スランプ アラレちゃん ほよよ!ナナバ城の秘宝（チャカボ、手下）
- ドラえもん のび太の魔界大冒険（使い魔）
- 忍者ハットリくん+パーマン 超能力ウォーズ（サブ）
- 未来少年コナン 巨大機ギガントの復活
- 名探偵ホームズ（副官）

1985年
- うる星やつら3 リメンバー・マイ・ラブ（メガネ）
- Gu-Guガンモ（パパ、デジャブー）
- Dr.スランプ アラレちゃん ほよよ!夢の都メカポリス

1986年
- うる星やつら4 ラム・ザ・フォーエバー（メガネ）
- スーパーマリオブラザーズ ピーチ姫救出大作戦!（キビダンゴ）
- タッチ 背番号のないエース（上杉信吾）
- タッチ2 さよならの贈り物（上杉信吾）
- ハイスクール!奇面組（一堂零）
- 北斗の拳

1987年
- タッチ3 君が通り過ぎたあとに（上杉信吾）
- Bugってハニー メガロム少女舞4622（スケルトン）
- ルパン三世 風魔一族の陰謀（風見）

1988年
- うる星やつら 完結篇（メガネ）
- ウルトラB ブラックホールからの独裁者B・B!!（戸坂タテオ）
- 魁!!男塾（鬼ヒゲ）
- となりのトトロ（草刈り男）
- ドラゴンボール 摩訶不思議大冒険（ピラフ）
- めぞん一刻 完結篇（四谷、惣一郎〈犬〉）

1989年
- おそ松くん スイカの星からこんにちはザンス！（ニャロメ）
- 機動警察パトレイバー the Movie（シバシゲオ）
- ドラゴンボールZ（ニッキー）

1990年
- 殺人切符はハート色（ゴンベエ）
- おむすびまん（バットット）

1991年
- うる星やつら いつだってマイ・ダーリン（メガネ）
- まじかる☆タルるートくん 燃えろ!友情の魔法大戦（ゾルムード）

1992年
- ろくでなしBLUES（反町）

1993年
- かいけつゾロリ（ノシシ、海賊の子分）
- 機動警察パトレイバー 2 the Movie（シバシゲオ）
- ツヨシしっかりしなさい ツヨシのタイムマシーンでしっかりしなさい（渡辺司）
- Coo 遠い海から来たクー（赤帽）
- 幽☆遊☆白書（桑原和真）

1994年
- GS美神 極楽大作戦!!（ドクター・カオス）
- 幽☆遊☆白書 冥界死闘篇 炎の絆（桑原和真）
- らんま1/2 超無差別決戦! 乱馬チームVS伝説の鳳凰（佐助）

1995年
- GHOST IN THE SHELL / 攻殻機動隊（清掃局員）
- それいけ!アンパンマン ゆうれい船をやっつけろ!!（ドクターヒヤリ）
- MEMORIES「彼女の想いで」（青島）

1996年
- APO APOワールド ジャイアント馬場90分一本勝負（ラッシャー木村）
- ゲゲゲの鬼太郎 大海獣（ねずみ男）
- 魔法陣グルグル 劇場版（ハットン）
- ルパン三世 DEAD OR ALIVE（スパンキー）

1997年
- ゲゲゲの鬼太郎 おばけナイター（ねずみ男）
- ゲゲゲの鬼太郎 妖怪特急! まぼろしの汽車（ねずみ男）

1998年
- ようこそロードス島へ!（バグナード）

1999年
- スライム冒険記 〜海だ、イエー〜（ウルフ）
- 小さな巨人 ミクロマン 大激戦!ミクロマンVS最強戦士ゴルゴン（コブラージ）
- ビーストウォーズメタルス コンボイ大変身!（メガトロン）

2000年
- 劇場版 六門天外モンコレナイト〜伝説のファイアドラゴン〜（柊一郎兵衛）
- The AURORA 海のオーロラ（ジャック・モラール）

2001年
- 劇場版 とっとこハム太郎 ハムハムランド大冒険（学ハムじいさん）
- メトロポリス（ランプ）

2002年
- エクスドライバー Nina & Rei Danger Zone（マーク）
- ミニパト（シバシゲオ 、オシイヌ）
- ONE PIECE 夢のサッカー王!（バギー）

2003年
- Pa-Pa-Paザ☆ムービー パーマン（さぶ）

2004年
- 劇場版 金色のガッシュベル!! 101番目の魔物（モップン）
- Pa-Pa-Pa ザ★ムービー パーマン タコDEポン!アシHAポン!（さぶ）
- ONE PIECE めざせ! 海賊野球王（バギー）

2005年
- 劇場版 金色のガッシュベル!! メカバルカンの来襲（Dr.M2）
- それいけ!アンパンマン ハピーの大冒険（ドクター・ヒヤリ）

2007年
- Dr.マシリト アバレちゃん（ニコチャン家来）

2008年
- それいけ!アンパンマン ヒヤヒヤヒヤリコとばぶ・ばぶばいきんまん（ドクター・ヒヤリ）

2009年
- それいけ!アンパンマン だだんだんとふたごの星（ドクター・ヒヤリ）
- 仏陀再誕－The REBIRTH of BUDDHA（駒山たけし）

2010年
- 昆虫物語 みつばちハッチ〜勇気のメロディ〜（ブンタ、アメンボロ兄弟）
- 超劇場版ケロロ軍曹 誕生!究極ケロロ 奇跡の時空島であります!!（アクアク）

2012年
- 名探偵コナン 11人目のストライカー（山森慎三）

2013年
- 映画ドラえもん のび太のひみつ道具博物館（ペプラー博士）
- ドラゴンボールZ 神と神（ピラフ）

2014年
- 宇宙戦艦ヤマト2199 星巡る方舟（佐渡酒造）

2015年
- ドラゴンボールZ 復活の「F」（ピラフ）

2018年
- ドラゴンボール超 ブロリー（ラディッツ）

2019年
- ONE PIECE STAMPEDE（バギー）

2021年
- 僕のヒーローアカデミア THE MOVIE ワールド ヒーローズ ミッション（スタンリーク）
- 映画 おしりたんてい スフーレ島のひみつ（ザザ）

2023年
- 名探偵コナン 黒鉄の魚影（ラム）
- 大雪海のカイナ ほしのけんじゃ（看板じい）
- 劇場版 SPY×FAMILY CODE: White（うんこの神）

2025年
- 劇場版 僕とロボコ（ロボコ〈本格SFアクションの世界線〉）
- 劇場版 鬼滅の刃 無限城編 第一章 猗窩座再来（善逸の師匠 / 桑島慈悟郎）

### OVA
1985年
- うる星やつら 了子の9月のお茶会（メガネ）
- 装甲騎兵ボトムズ ザ・ラストレッドショルダー（バニラ）
- 魔法のプリンセス ミンキーモモ 夢の中の輪舞（司会者）

1986年
- アーバンスクウェア 琥珀の追撃（空手拳五郎）
- うる星やつら アイム THE 終ちゃん（メガネ）
- エリア88（ショウイチロー・イトー）
- 機甲界ガリアン 大地の章（ウィンドウ）
- 機甲界ガリアン 天空の章（ウィンドウ）
- 装甲騎兵ボトムズ ビッグバトル（バニラ・バートラー）
- 魔法のスターマジカルエミ 蝉時雨（国分寺円）
- メガゾーン23 PART II 秘密く・だ・さ・い（ライトニング）
- るーみっくわーるど 炎トリッパー（捨吉）

1987年
- Good Morningアルテア（ジェニングス）
- ダーティペア（李酔竜）
- トワイライトQ 迷宮物件 FILE538（ラジオの声）
- 破邪大星ダンガイオー（ギル・バーグ）
- LILY-C.A.T.（ワット・タイラー）

1988年
- うる星やつら 怒れシャーベット
- 機動警察パトレイバー アーリーデイズ（シバシゲオ）
- トウキョウ・バイス（坂本宗一）
- ドミニオン（メガネ）
- バイオレンスジャック 地獄街（須藤）

1989年
- うる星やつら ハートをつかめ （メガネ）
- がきデカ（こまわり君）
- 爆走サーキット・ロマン TWIN
- ヤンキー烈風隊（田嶋鉄）

1990年
- おそ松くん イヤミはひとり風の中（カオルちゃん）
- 機動警察パトレイバー（シバシゲオ）
- 究極のシェフは美味しんぼパパ（西方謙三）
- 戦国武将列伝 爆風童子ヒッサツマン（ナゴヤ兵衛）
- CBキャラ 永井豪ワールド（次回予告ナレーション）※音響監督兼任
- BE-BOP-HIGHSCHOOL（1990年 - 1991年、高木、菊永淳一）
- 緑山高校 甲子園編（二階堂定春）

1991年
- 銀河英雄伝説（E.J.マッケンジー）
- リカちゃん ふしぎな魔法のリング（ヤミ）

1992年
- 間の楔（ルーク）
- あばしり一家（悪馬尻五ェ門）
- 湘南爆走族 赤い星の伝説（小野郡司）
- BASTARD!! -暗黒の破壊神-（1992年 - 1993年、ダイアモン）

1993年
- ジェノサイバー 虚界の魔獣（ラドネック）
- 銃夢（ベクター）
- 特捜戦車隊ドミニオン（メガネ）
- BADBOYS（杉本博和）
- らんま1/2 天道家 すくらんぶるクリスマス（猿隠佐助）
- うしおととらCD（コミカル・デフォルメ）劇場（アカナメ）

1994年
- I・R・I・A ZEIRAM THE ANIMATION（フジクロ）
- おたくの星座（熱血）
- なつきクライシス（大剛鉄男）
- ファイナルファンタジー（バルカス）
- マーズ（シン）
- ようちえん戦隊げんきっず（うるさ怪人）
- らんま1/2 SPECIAL よみがえる記憶（アナウンサー、青年団B）

1995年
- スライム冒険記（ウルフ）
- 負けるな!魔剣道（マッド博士）
- 魔物ハンター妖子2（チアキ）
- 無責任艦長タイラー（工作員A）
- YAMATO2520（スピード）
- らんま1/2 SUPER ああ呪いの破恋洞! 我が愛は永遠に（猿隠佐助）

1996年
- ウルトラマン超闘士激伝（エースキラー / エースキラーR / エースキラーS、カネゴン）
- 覚悟のススメ（血髑郎、銭形）
- 元祖 爆れつハンター（オニオン・グラッセ）
- タトゥーン★マスター（火々雄の父）※音響監督兼任
- 超特急ヒカリアン（ブラックエクスプレス）

1997年
- 企業戦士YAMAZAKI（山崎宅郎）

1998年
- 教科書にないッ!（組長）
- スライム冒険記 ウルフくん がんばるの巻（ウルフ）
- MASTERキートン（モリス）

1999年
- サクラ大戦 轟華絢爛（千葉助）
- スライム冒険記 海だ、イエ〜（ウルフ）
- 超神姫ダンガイザー3（1999年 - 2001年、橘教授）
- ハーロック・サーガ ニーベルングの指環（ヤッタラン副長）

2004年
- おジャ魔女どれみナ・イ・ショ（かずやの父）
- ねとらん者 THE MOVIE（モナー、編集者〈ご主人様〉）

2009年
- 聖闘士星矢 THE LOST CANVAS 冥王神話（2009年 - 2011年、ナレーション）
- 珍遊記 -太郎とゆかいな仲間たち-（玄じょうの師匠、ナレーション）

2010年
- 装甲騎兵ボトムズ 幻影篇（バニラ・バートラー）
- ONE PIECE FILM STRONG WORLD EPISODE:0（バギー、ウープ・スラップ）

2012年
- スパイペンギン（デューク）
- でんぢゃらすじーさん邪（校長、半・分太くんの祖父）

2017年
- 宇宙戦艦ヤマト2202 愛の戦士たち（佐渡酒造）

2018年
- 幽☆遊☆白書 のるかそるか（桑原和真）

### Webアニメ
2015年
- ニンジャスレイヤー フロムアニメイシヨン（リー・アラキ）

2016年
- 彼岸島X（2016年、宮本明、師匠 他〈第4 - 6話〉）

2017年
- ルナたん 〜1万年のひみつ〜（ジ・イサンIII世）

2019年
- トランスフォーマー サイバーバース（メガトロン）
- モンスターストライク（ケセド）
- ケンガンアシュラ（呉恵利央） - 2シリーズ
- ニンジャボックス（ニンジャボックス）

2021年
- ベイブレードバースト ダイナマイトバトル（アバンナレーション）

2022年
- 鎮西八郎為朝（地頭）

2023年
- ガンダムビルドメタバース（リオの祖父）

2024年
- ラッキーなサファリでおにごっこ!?（ボズリー）
- BEASTARS FINAL SEASON（ゴーシャ）
- どこでもマキバオー（チュウ兵衛、ピーターII、ゲーハー1、ネズミA）

### ゲーム
1988年
- ビックリマン大事界（ナレーション）

1990年
- 迷宮のエルフィーネ（ロビンソン）

1991年
- エルディス（ボス複数）
- らんま1/2 とらわれの花嫁（陰の出演者：佐助）

1992年
- 改造町人シュビビンマン3 -異界のプリンセス-（チョピン）
- 天外魔境II 卍MARU（マントー2、菊五郎）
- BABEL（バハル）

1993年
- ヴェインドリーム（使い魔ラトリー）
- 天外魔境 風雲カブキ伝（マントーR）
- へべれけのぽぷーん（ぢぇにふぁー、ぼーぼーどり）
- 幽☆遊☆白書 闇勝負!!暗黒武術会（桑原和真）
- 幽☆遊☆白書（桑原和真）

1994年
- アルナムの牙 獣族十二神徒伝説（シャッコ）
- アローン・イン・ザ・ダーク（ナレーター）※3DO版
- うる星やつら 〜ディア マイ フレンズ〜（メガネ）
- すごいへべれけ（ぢぇにふぁー、ぼーぼーどり）
- バーチャファイター2（ラウ）
- ぷよぷよCD（スケルトン-T、さそりまん）
- 宝魔ハンターライム（かみぶくろう）
- ぽっぷるメイル（メガCD）（ガウ、ナッツクラッカー）
- 幽☆遊☆白書2 格闘の章（桑原和真）
- 幽☆遊☆白書 魔強統一戦（桑原和真）
- 幽☆遊☆白書 特別篇（桑原和真）
- 幽☆遊☆白書（桑原和真）※3DO版

1995年
- おーちゃんのお絵かきロジック（ぢぇにふぁー）
- カブキ一刀涼談（マントーX、菊五郎）
- 空想科学世界ガリバーボーイ（グルーチョ）※PCエンジン版、セガサターン版
- ゲーム天国（ジーニアス山田）
- ソリッドフォース（リー・フェイ、シンイチ・ニラサキ）
- 天外魔境 真伝（マントーA）
- 天外魔境 電脳絡繰格闘伝（マントー、菊五郎）
- 同級生（間太郎）
- 北斗の拳（黒夜叉）
- ぼのぐらし
- 幽☆遊☆白書FINAL 〜魔界最強列伝〜（桑原和真）

1996年
- TIZ -Tokyo Insect Zoo-（リョウの父親）
- バーチャファイター3（ラウ）
- ビルクラッシュ（げんじ、ナレーション）
- ぷよぷよCD通（スケルトン-T、さそりまん）

1997年
- アルナムの翼 焼塵の空の彼方へ（シャッコ）
- エルフィンパラダイス（妖精王）※同作品の演出も担当
- 覚悟のススメ（血髑郎）
- クーロンズゲート（玄機）
- ゲゲゲの鬼太郎（ねずみ男）※PlayStation版
- スタンバイSay You!（千葉繁）
- 天外魔境 第四の黙示録（マントー）
- バーチャファイター3 tb（ラウ）
- ファーランドストーリー〜四つの封印〜（ギル）
- 桃太郎道中記（さるかわ）
- ゲーム日本史 革命児 織田信長

1998年
- 火星物語（サスケ、ポチ、タローボー）
- サクラ大戦2 〜君、死にたもうことなかれ〜（千葉助）
- 装甲騎兵ボトムズ ウド・クメン編（バニラ・バートラー）
- 超魔神英雄伝ワタル ANOTHER STEP（ギンノスケ、ビル・ジョブス）
- ブレイヴフェンサー 武蔵伝（ボルドー、フォレス、大工ツケコンデル）
- ボンバーマンウォーズ（ボンバーシーフ、ボンバーモンク、アースボンバー）
- ボンバーマンワールド（アースボンバー）
- 悠久幻想曲 ensemble（マーシャル）

1999年
- アランドラ2 魔進化の謎（テッツォ）
- サイフォンフィルター（ガブリエル・ローガン）
- トランスフォーマー ビーストウォーズメタルス64（メガトロン）
- トランスフォーマー ビーストウォーズメタルス 激突!ガンガンバトル（メガトロン）
- 悠久幻想曲 ensemble2（マーシャル）

2000年
- 機動警察パトレイバー 〜ゲームエディション〜（シバシゲオ）
- 北斗の拳 世紀末救世主伝説（ナレーション）
- 免許をとろう（渕沢栄吉）

2001年
- SIMPLEキャラクター2000シリーズ ハイスクール!奇面組THE テーブルホッケー（一堂零）※PlayStation版
- バーチャファイター4（ラウ）
- 免許をとろうDX 2001年度版（渕沢栄吉）
- From TV animation ONE PIECE グランドバトル!（バギー）
- From TV animation ONE PIECE とびだせ海賊団!（バギー）
- es （エス）（ゲンさん）※実写出演

2002年
- スーパーロボット大戦IMPACT（ギル・バーグ）
- スパイダーマン（ナレーション）
- バーチャファイター4 エボリューション（ラウ）
- From TV animation ONE PIECE グランドバトル!2（バギー）
- From TV animation ONE PIECE トレジャーバトル!（バギー）

2003年
- あつまれ!!メイド イン ワリオ（ナレーション）
- インタールード（大将）
- ドラゴンボールZ（ラディッツ）
- From TV animation ONE PIECE オーシャンズドリーム!（バギー）
- メイド イン ワリオ（ナレーション）
- ONE PIECE グランドバトル! 3（バギー、スラップ村長）

2004年
- キン肉マン マッスルジェネレーションズ（キン肉マンソルジャー）
- 金色のガッシュベル!! 激闘!最強の魔物達（ベルギム・E・O）
- 金色のガッシュベル!! うなれ!友情の電撃2（ベルギム・E・O）
- シャドウハーツII（グラン・ガマ）
- デジモンバトルクロニクル（ディアボロモン）
- ドラゴンボールZ2（ラディッツ）
- バーチャファイター4 ファイナルチューンド（ラウ）
- まわるメイドインワリオ（ナレーション）
- ONE PIECE ランドランド!（バギー）

2005年
- 魁!!男塾（卍丸）
- スプリンターセル パンドラトゥモロー（ノーマン・ソス）
- 天外魔境III NAMIDA（マントー）
- ドラゴンボールZ3（ラディッツ）
- ドラゴンボールZ Sparking!（2005年 - 2024年、ラディッツ、ピラフ、ガーリックJr.） - 4作品
- BALDR FORCE EXE（ゲンハ）
- 幽☆遊☆白書FOREVER（桑原和真）
- ONE PIECE グラバト! RUSH（バギー）
- ONE PIECE パイレーツカーニバル（バギー）

2006年
- キン肉マン マッスルグランプリMAX（キン肉マンソルジャー）
- 絶体絶命でんぢゃらすじーさんDS〜でんぢゃらすセンセーション〜（校長）
- 天外魔境 ZIRIA〜遥かなるジパング〜（マントー）
- バーチャファイター5（ラウ）

2007年
- アンチャーテッド エル・ドラドの秘宝（ヴィクター・サリバン）
- キン肉マン マッスルグランプリ2（キン肉マンソルジャー）
- THE BATTLE OF 幽☆遊☆白書 〜死闘!暗黒武術会〜 120%（桑原和真）
- ドラゴンボールZ 遥かなる悟空伝説（ラディッツ）
- BLEACH 〜ブレイド・バトラーズ2nd〜（ジャッジ）

2008年
- キン肉マン マッスルグランプリ2 特盛（キン肉マンソルジャー）
- ディシディア ファイナルファンタジー（ケフカ・パラッツォ）
- テイルズ オブ シンフォニア -ラタトスクの騎士-（アルバ）
- ドラゴンボールZ インフィニットワールド（ラディッツ）
- ドラゴンボールDS（ピラフ）
- ドラゴンボールZ バーストリミット（ラディッツ）
- バーチャファイター5 R（ラウ）
- ONE PIECE アンリミテッドクルーズ エピソード1 -波に揺れる秘宝-（バギー）

2009年
- アイテムゲッター 〜僕らの科学と魔法の関係〜（ティム・クラスター）
- アンチャーテッド 黄金刀と消えた船団（ヴィクター・サリバン）
- スーパーロボット大戦NEO（ザンパ）
- ソウルキャリバー Broken Destiny（ロード・ジオ・ダンピエール）
- ディシディア ファイナルファンタジー ユニバーサルチューニング （ケフカ・パラッツオ、戦闘ボイス〈日本語版限定〉）
- ドラゴンボール 天下一大冒険（ピラフ）
- ドラゴンボール レイジングブラスト（ラディッツ）
- ドラゴンボール改 サイヤ人来襲（ラディッツ）
- ぼくのなつやすみ4 瀬戸内少年探偵団「ボクと秘密の地図」（吉田商店）
- ONE PIECE ワンピーベリーマッチ（バギー）

2010年
- エンド オブ エタニティ（ゲルシー）
- クレヨンしんちゃん おバカ大忍伝 すすめ!カスカベ忍者隊!
- ザックとオンブラ まぼろしの遊園地（ジーノ）
- ドラゴンボール タッグバーサス（ラディッツ）
- ドラゴンボールヒーローズ（2010年 - 2024年、ラディッツ、ピラフマシン、ニッキー） - 7作品作品
- ドラゴンボール レイジングブラスト2（ラディッツ）
- ドラゴンボールDS2 突撃!レッドリボン軍（ピラフ）
- ONE PIECE ギガントバトル!（バギー）

2011年
- アンチャーテッド 砂漠に眠るアトランティス（ヴィクター・サリバン）
- アンチャーテッド 地図なき冒険の始まり（ヴィクター・サリバン）
- ディシディア デュオデシム ファイナルファンタジー（ケフカ・パラッツォ）
- ドラゴンボール アルティメットブラスト（ラディッツ、孫悟飯〈じっちゃん〉）
- ドラゴンボール改 アルティメット武闘伝（ラディッツ）
- ファイナルファンタジー零式（学術局局長）
- 魔人と失われた王国（ネズミ）
- ONE PIECE アンリミテッドクルーズ スペシャル（バギー）
- ONE PIECE ギガントバトル! 2 新世界（バギー）

2012年
- スーパーロボット大戦OGサーガ 魔装機神 THE LORD OF ELEMENTAL（ゼツ・ラアス・ブラギオ）
- ソウルキャリバーV（ロード・ジオ・ダンピエール）※DLC追加キャラクター
- DEMONS' SCORE（ベリアル）
- でんぢゃらすじーさんと1000人のお友だち邪（校長）
- ワンピース 海賊無双（2012年 - 2020年、バギー） - 4作品
- ワンピース ROMANCE DAWN 冒険の夜明け（バギー）

2013年
- ジョジョの奇妙な冒険 オールスターバトル（イギー）※DLC追加キャラクター
- スーパー戦隊バトル ダイスオーDX（キョウリュウジャー各種アイテム音声）
- スーパーロボット大戦Operation Extend（バニラ・バートラー、斯波繁男）
- テイルズ オブ シンフォニア ユニゾナントパック（アルバ）
- ドラえもん のび太のひみつ道具博物館（ペプラー博士）
- プレイステーション オールスター・バトルロイヤル（ビクター・サリバン）
- ONE PIECE アンリミテッドワールド レッド（バギー）

2014年
- CV 〜キャスティングボイス〜（道場崇）
- 魁!!男塾 〜日本よ、これが男である!〜（卍丸）
- ガールフレンド（仮）（2014年 - 2019年、悪部長、悪ヨッパライ男、悪ギター男、悪華道男、悪桜男、悪酔い男）
- グランブルーファンタジー（2014年 - 2024年、ヨダルラーハ、F.A.N.G） - 2作品
- スーパー戦隊バトル ダイスオーEX（キョウリュウバイオレット〈ドクター〉）
- ベルセルク〜快進撃!怒涛の傭兵団〜（ワイアルド）
- ONE PIECE 超グランドバトル! X（バギー）
- ONE PIECE ワンピースキングス（バギー）

2015年
- 新約アルカナスレイヤー（シャルル）
- ドラゴンボール ゼノバース（ラディッツ）
- ドラゴンボールZ 超究極武闘伝（ラディッツ、ピラフマシン、孫悟飯〈じっちゃん〉、ガーリックJr.）

2016年
- アンチャーテッド 海賊王と最後の秘宝（ヴィクター・サリバン）
- GUILTY GEAR Xrd -REVELATOR-（ロボカイ）
- ストリートファイターV（F.A.N.G）
- ドラゴンボール ゼノバース2（ラディッツ）
- ドラゴンボールフュージョンズ（ラディッツ、ピラフ）
- モンスターストライク（2016年 - 2021年、ケセド、桑原和真、ケフカ・パラッツォ、惣一郎さん）
- ワールド オブ ファイナルファンタジー（サボテン車掌）

2017年
- いただきストリート ドラゴンクエスト&ファイナルファンタジー 30th ANNIVERSARY（ケフカ）
- ウイニングハンド（ゲームボイス）
- ゼノブレイド2（2017年 - 2018年、じっちゃん / セイリュウ、ヌン）
- 仁王（松永久秀）
- デジモンストーリー サイバースルゥース ハッカーズメモリー（マタドゥルモン）

2018年
- ディシディア ファイナルファンタジー NT（ケフカ・パラッツォ）
- 銀魂乱舞（六転舞蔵）
- 星のカービィ スターアライズ（ハイネス）
- スーパーロボット大戦X（デス・ゴッド）
- ドラゴンボール レジェンズ（ラディッツ）
- 幽☆遊☆白書 100％本気バトル（桑原和真）
- Marvel's SPIDER-MAN（「ミック」の料理人〈スタン・リー〉）
- ゼノブレイド2 黄金の国イーラ（セイリュウ）
- うたわれるもの斬（DLC追加ナレーション）

2019年
- キングダム ハーツIII（ヴィクセン）
- MASS FOR THE DEAD（セバス・チャン）
- スーパーカービィハンターズ
- 北斗の拳 LEGENDS ReVIVE（ナレーション）
- ドラゴンクエストXI 過ぎ去りし時を求めて S（サマディー王、ぱふぱふ娘〈エドゥリス〉）

2020年
- キングダム ハーツ メロディ オブ メモリー（ヴィクセン）
- ドラゴンボールZ カカロット（ラディッツ、ピラフ、孫悟飯〈じいちゃん〉）
- ドラゴンクエストライバルズ（メルビン）
- SHOW BY ROCK!! Fes A Live（マスター）
- 仁王2（松永久秀）
- ファイナルファンタジーVII リメイク（宝条）
- ブリガンダイン ルーナジア戦記（ハザロフ）
- Ghost of Tsushima（石川）
- ロストアーク（クークセイトン）
- 共闘ことばRPG コトダマン（2020年 - 2023年、桑原和真、漏瑚、セバス・チャン）
- 鬼滅の刃 ヒノカミ血風譚（善逸の師匠）

2021年
- 大乱闘スマッシュブラザーズ SPECIAL（セイリュウ） - DLC追加キャラクター
- ファミコン探偵倶楽部 消えた後継者（駅員）
- モナーク/Monark（バニタス）

2022年
- TRANSFORMERS ALLIANCE（メガトロン、ガルバトロン）
- Fate/Grand Order（2022年 - 2023年、張角）
- ライブアライブ（からくり源内、雲龍）
- ゼノブレイド3（グレイ）
- ジョジョの奇妙な冒険 オールスターバトルR（吉良吉廣）
- パズル&ドラゴンズ（バギー）
- Fit Boxing 北斗の拳 〜お前はもう痩せている〜（ナレーション）
- クライシス コア ファイナルファンタジーVII リユニオン（宝条）

2023年
- バイオハザード RE:4（武器商人）
- ドラゴンクエストX 眠れる勇者と導きの盟友 オフライン（イッショウ）
- 超探偵事件簿 レインコード（アマテラス社 前最高責任者）
- クライマキナ/CRYMACHINA（レティア）
- スーパーロボット大戦DD（デス・ゴッド）
- イースX -NORDICS-（名もなき老人）
- 呪術廻戦 ファントムパレード（漏瑚）

2024年
- 呪術廻戦 戦華双乱（漏瑚、虎杖倭助）
- ファイナルファンタジーVII リバース（宝条）
- ユニコーンオーバーロード（エルゴール）
- SAND LAND（エピ）
- REYNATIS/レナティス（清川信三郎）
- 聖剣伝説 VISIONS of MANA（ボン・ボヤジ）
- 英雄伝説 界の軌跡 -Farewell, O Zemuria-（ユン・カーファイ）
- 箱庭開拓 ハムスターと太陽の里（くろ）

### ドラマCD
- 足洗邸の住人たち。（味野娯楽）
- オ・ト・ナ限定 お咎めCD Penalty III（城之崎翔）
- キューティクル探偵因幡（首領・ヴァレンティーノ）
- CDシアター ドラゴンクエストII（バズズ）
- 集英社カセットコミックシリーズ 花の慶次 -雲のかなたに-（捨丸）
- 集英社カセットブック ジョジョの奇妙な冒険 第2巻 アヴドゥル死すの巻（J・ガイル）
- 新ビックリマン大百科（コッキー）
- ストリートファイターII 春麗飛翔伝説（李妖狗）
- ストリートファイターII 復讐の戦士（李妖狗）
- ストリートファイターII -魔人の肖像-（李妖狗）
- 声優戦隊ボイストーム7（妄想獣、ナレーション）※ドラマCD付きコミックス[283]
- デジモンアドベンチャー02 石田ヤマト 手紙 -Letter-（サーファー、かき氷屋の親父）
- 走れ!昴くんシリーズ 伝説の異霊界帝王 秋本レイジ（和風曲芸）
- 平成バカボン 平成音楽大全集（本官さん、レレレのおじさん）
- 無職転生 〜異世界行ったら本気だす〜 転移迷宮編（ギース[284]）
- 私は私のまま、誰にでも変われるキャラクターCD Vol.1 夏目ともこ（チュパカブラ四太夫）

### ラジオドラマ
- 外道女王（ドクター・シーゲル）

### 吹き替え

#### 担当俳優
チャーリー・チャップリン
- 殺人狂時代（アンリ・ヴェルドゥ）※BD版
- チャップリンのスケート（ウェイター）※スター・チャンネル版
- チャップリンの霊泉（保養所に来たアルコール中毒の男）※スター・チャンネル版

#### 映画（吹き替え）
- アウト・フォー・ジャスティス（ビニー・マダーノ）※テレビ朝日版
- アメリカン・グラフィティ（ボブ・ファルファ〈ハリソン・フォード〉）※TBS版
- アンチャーテッド（スコッツマン〈スティーヴン・ウォディントン〉[287]）
- イナゴの日（ミゲル〈ペペ・セルナ〉）
- インディ・ジョーンズ/魔宮の伝説（ウー・ハン〈デヴィッド・ヴィップ〉）※日本テレビ版
- エア★アメリカ（ビリー・コヴィントン〈ロバート・ダウニー・Jr〉）※ビデオ版
- オン・ジ・エアー（ヴラジャ・ゴクテフ〈デヴィッド・ランダー〉）
- カンフーハッスル（琴奏者）
- キラートマト/赤いトマトソースの伝説（ゾルタン）
- グリース（パッツィー）※日本テレビ版
- 皇帝密使（リッキー・ホイ）※フジテレビ版
- ゴーストバスターズ2（ヤノシュ・ポーハ博士〈ピーター・マクニコル〉）※ビデオ版
- THE BATMAN-ザ・バットマン-（カーマイン・ファルコーネ〈ジョン・タトゥーロ〉[288]）
- ザ・フォッグ（ディック・バクスター〈ジェームズ・カニング〉）※LD版・VHS版
- 猿の惑星/キングダム（トレヴェイサン〈ウィリアム・H・メイシー〉[289]）
- 三銃士/王妃の首飾りとダ・ヴィンチの飛行船（リシュリュー枢機卿〈クリストフ・ヴァルツ〉）※テレビ朝日版
- 死の標的（ネスタ）※テレビ朝日版
- 笑撃生放送! ラジオ殺人事件（ゾルタン〈クリストファー・ロイド〉）
- 女王陛下の007（ジョゼフ）※TBS版
- 処刑ライダー（スカンク）※テレビ朝日版
- ジョン・カーペンターの要塞警察（チェイニー）
- 死霊のえじき（ウィリアム・“ビル”・マクダーモット〈ジャーラス・コンロイ〉[290]）※BD版
- スーパーマリオ 魔界帝国の女神（スパイク〈リチャード・エドソン〉[291]）※ソフト版
- スーパーマン（バジル・グルコス[292]）
- スター・ウォーズ・シリーズ
  - スター・ウォーズ エピソード4/新たなる希望（グリード、ウェッジ・アンティリーズ〈デニス・ローソン〉）※劇場公開版（DVDリミテッドエディション収録）
  - スター・ウォーズ エピソード5/帝国の逆襲（ウェッジ・アンティリーズ〈デニス・ローソン〉、トレイ・カラン〈ボブ・アンダーソン〉）※劇場公開版（DVDリミテッドエディション収録）
  - エンドア/魔空の妖精（ウィケット）※劇場公開版
- スパイアニマル・Gフォース（レナード・セーバー〈ビル・ナイ〉[293]）
- ソー:ラブ&サンダー（ゼウス〈ラッセル・クロウ〉[294]）
- ダーククリスタル（スケクシス族科学者〈スティーヴ・ホイットマイア〉）※BD版
- 第十七捕虜収容所（ハリー〈ハーヴェイ・レンベック〉）※フジテレビ新録版
- タイタンの戦い（預言者プロコピオン〈ルーク・トレッダウェイ〉）※テレビ朝日版
- タクシードライバー（強盗に入る黒人）※TBS版
- 007 死ぬのは奴らだ（タクシー運転手）※TBS旧録版
- ディック・トレイシー（ジョー・ヤマダ警部）
- トップ・シークレット（ナイジェル）※テレビ朝日版
- トムとジェリー（ジャッキー〈ケン・チョン〉[295]）
- ドラゴン特攻隊（チョビヒゲ[296]）※DVD版
- ナーズの復讐III ナーズ軍団、最終決戦!（ダドリー・“ブガー”・ドーソン〈カーティス・アームストロング〉）
- ナイト・オン・ザ・プラネット（乗客）
- 南北戦争物語 愛と自由への大地（プライアム）
- 白熱（実況者）
- パシフィック・リム（テンドー・チョイ[297]）
- ピーターラビット（JWルースター二世〈ウィル・ライヒェルト〉[298]）
  - ピーターラビット2/バーナバスの誘惑[299]
- ビンゴ!（イーライ・スミス）
- 復讐の夜想曲（イェン）
- プリズン・フリーク（ネルソン・ビーダーマンIV世〈ウィル・アーネット〉）
- フリントストーン/モダン石器時代（録音鳥、フレッドを演じる役者〈アラン・ブルーメンフェルド〉、フレッド・シュナイダー 他）
- プロジェクトA（チー総監）※WOWOW版
- ほぼトワイライト（ダロ〈ケン・チョン〉）
- ポリスアカデミーシリーズ（ラーヴェル・ジョーンズ〈マイケル・ウィンスロー〉）※DVD版
  - ポリスアカデミー5 マイアミ特別勤務
  - ポリスアカデミー6 バトルロイヤル
  - ポリスアカデミー7 モスクワ大作戦!
- マッドマックス 怒りのデス・ロード（武器将軍〈リチャード・カーター〉[300]）
- マッドマックス:フュリオサ（武器将軍〈リー・ペリー〉[301]）
- マペットの夢みるハリウッド（マックス〈オースティン・ペンドルトン〉）※LD版
- Mr.ベビーシッター（トミー・サナトス）
- ロサンゼルス（ストンパー〈ケヴィン・メイジャー・ハワード〉）※日本テレビ版
- ロボフォース 鉄甲無敵マリア（ルーニー〈ジョン・シャム〉）
- ワンダー・ガールズ 東方三侠2（キム〈アンソニー・ウォン〉）

#### ドラマ
- X-ファイル（ルーサー・リー・ボッグス〈ブラッド・ドゥーリフ〉、ホートン警部）※ソフト版
- NCIS 〜ネイビー犯罪捜査班（ハーパー・ディアリング〈リチャード・シフ〉）
- 俺がハマーだ!
- 危険戦隊デンジャー5 〜我らの敵は総統閣下〜（ピエール〈アルド・ミニョーネ〉[302]）
- THE PENGUIN-ザ・ペンギン-（カーマイン・ファルコーネ〈マーク・ストロング〉）
- スーパースティション: 悪霊退治（アイザック・ヘイスティングズ〈マリオ・ヴァン・ピーブルズ〉）
- ジム・ヘンソンのストーリーテラー（王の家来たち）
- 大草原の小さな家（オハラ〈レッド・バトンズ〉）
- 地上最強の美女バイオニック・ジェミー シーズン3 最終話（警察無線）
- ツイステッド・メタル（スウィート・トゥース[303]）
- フラグルロック
- Mr.&Mrs. スミス（エリック・シェーン〈ジョン・タトゥーロ〉）
- THE MENTALIST メンタリストの捜査ファイル（ティモシー・カーター〈ブラッドリー・ウィットフォード〉）
- ONE PIECE（バギー〈ジェフ・ワード〉[304]）

#### アニメ
- アニメ ゴーストバスターズ（ピーター・ヴェンクマン博士）
- アラジンの大冒険（カオス）
- X-メン（テレビ東京版）（ビースト）
- おしゃれキャット（チャイニーズ・キャット）
- ザ・シンプソンズ（ハーマン・ヘルマン〈初代〉、ジョナサン・I・Q・ネイディルバーム・フリンク・Jr教授〈初代〉、悪魔）
- 時空冒険記ゼントリックス（ゾム03）
- 時光代理人 -LINK CLICK-（欧陽〈オウヤン〉の父）
- 小さな森の精 あいあむ!スマーフ（アズレール）
- チップとデールの大作戦（メップス）※新吹き替え版
- 天才犬ピーボ博士のタイムトラベル
- トランスフォーマーシリーズ
  - ビーストウォーズ 超生命体トランスフォーマー（メガトロン[305]）
    - ビーストウォーズメタルス 超生命体トランスフォーマー
    - 超生命体トランスフォーマー ビーストウォーズリターンズ

  - トランスフォーマー サイバーバース（メガトロン）
  - トランスフォーマー アーススパーク（メガトロン）[306]
- 長くつ下のピッピ（ブルーム）
- ピーターラビットとなかまたち『町ねずみジョニーのおはなし』（ジョニー）
- ブレイブ・リトル・トースター（ハンギングライト）
- ヘラクレス（テュポン）
- マイリトルポニー〜トモダチは魔法〜（ディスコード）
- ミュータント・タートルズ（ポリドリアス博士）※テレビ東京版
- ホワット・イフ...?（ゼウス）
- メアリーと秘密の王国（バンバ）
- 野生の島のロズ（クビナガ[307]）
- ライオン・キングのティモンとプンバァ（フレッド）

### テレビドラマ
- 大江戸捜査網（1972年 - 1973年、東京12チャンネル） - アイキャッチで宙返りする忍者の一人
- 特別機動捜査隊（NET）
  - 第632話「赤い魔女」(1973年） - 印刷工
  - 第640話「闇」(1974年） - バンドマンB
  - 第696話「ある女教師の場合」(1975年） - キャメラマン
  - 第758話「愛情の海」（1976年） - チンピラB
  - 第771話「新宿海峡」（1976年） - 丈
- 大河ドラマ（NHK）
  - 勝海舟（1974年）
  - 元禄太平記（1975年） - 小者
  - 風と雲と虹と（1976年） - 若い百姓
  - 草燃える（1979年） - 郎党
  - 峠の群像（1982年） - 町人
- 伝七捕物帳 第100話「花のお江戸の喧嘩鳶」（1976年、NTV） - 仙太
- グッドバイ・ママ（1976年、TBS） - コインランドリーの常連客
- 俺たちの朝 第10話「別離とイヤリングと友達の女」（1976年、東宝 / NTV） - 電話を取次ぐ男
- 新五捕物帳 第3話「江戸の花 夢の初恋」（1977年、NTV） - 船頭定吉
- 白い巨塔（1978年 - 1979年、フジテレビ） - 丸高商店の店員
- 日本巌窟王（1979年、NHK） - 松造
- 大空港 第24話「特捜部対ヤクザの斗い パートII」（1979年、フジテレビ / 松竹） - 岩谷組組員
- 阿修羅のごとく パート2第2話（1980年、NHK） - 寿司屋の出前持ち
- 玉ねぎむいたら… 第23回（1981年、TBS） - 米屋の店員
- 火曜サスペンス劇場「松本清張の霧の旗」（1983年、NTV）
- ビーナスハイツ（1992年 - 1993年、TBS）
- 純情きらり（2006年、NHK）
- セクシーボイスアンドロボ（2007年、NTV） - カネコ先生
- 星新一の不思議な不思議な短編ドラマ『ものぐさ太郎』（2022年6月14日、NHK BS4K・NHK BSプレミアム）[308]
- 新・暴れん坊将軍（2025年1月4日、テレビ朝日） - ナレーション[309]

### ウェブドラマ
- ＃声だけ天使（2018年1月29日、AbemaTV） - いい声の人（用務員の男性）役

### 映画
- トルコ110番 悶絶くらげ（1978年） - 童貞君[310]
- 宇能鴻一郎の濡れて開く（1979年） - 竹本[311]
- 紅い眼鏡/The Red Spectacles（1987年）[59] - 都々目紅一
- 帝都物語（1988年） - 声の出演
- ケルベロス-地獄の番犬（1991年）[59] - 都々目紅一
- トーキング・ヘッド（1992年）[59] - 演出家
- キャプテントキオ（2007年） - ナレーション
- 魁!!男塾（2008年） - ナレーション
- 秋葉男Z 新たな不祥事 -ヲタたちを継ぐのは“愛”-（2009年） - ナレーション
- 28 1/2 妄想の巨人（2010年） - 本人
- 神☆ヴォイス（2011年） - 五十嵐学長
- THE NEXT GENERATION -パトレイバー-（2014年） - シバシゲオ[59]

### 特撮
1972年
- 緊急指令10-4・10-10（男C〈第21話〉、五味配下の男〈第23話〉）
- ミラーマン（インベーダー）

1973年
- ファイヤーマン（バランダ星人〈第10話〉）
- 風雲ライオン丸（地虫忍者）
- 魔人ハンター ミツルギ

1978年
- 恐竜戦隊コセイドン（時空管理局研究員）

1980年
- Xボンバー（ボンゴ・ヘラクレスの声）

1983年
- アンドロメロス（エープ星人・エルパの声、エドラスの声）

1989年
- 仮面ライダーBLACK RX（太陽学習塾の先生〈第23話〉）

1991年
- 不思議少女ナイルなトトメス（オタクな悪魔の声）

1992年
- うたう!大龍宮城（悪い麺類の声）

1993年
- 五星戦隊ダイレンジャー（歌舞伎小僧の声）
- 有言実行三姉妹シュシュトリアン（自動販売機の声）

1994年
- 忍者戦隊カクレンジャー（チョウチンコゾウの声）

1995年
- 重甲ビーファイター（シュヴァルツの声）
- 劇場版 重甲ビーファイター（シュヴァルツの声）
- 人造人間ハカイダー（アンディの声）

1997年
- ビーロボカブタック（シャークラーの声）
- ビーロボカブタック クリスマス大決戦!!（シャークラー）

2000年
- 鉄甲機ミカヅキ（ガリゴリン博士の声）

2009年
- ケータイ捜査官7（上海亭の親父の声）

2011年
- 海賊戦隊ゴーカイジャー（エルダーの声）

2012年
- 海賊戦隊ゴーカイジャーVS宇宙刑事ギャバン THE MOVIE（エルダーの声）

2013年
- 獣電戦隊キョウリュウジャー（ナレーション、キョウリュウジャー各種アイテム音声、ドクター・ウルシェード / キョウリュウバイオレット）

2014年
- 帰ってきた獣電戦隊キョウリュウジャー 100 YEARS AFTER（ナレーション）

2015年
- ウルトラマンX（貴島ハヤトの父の声）

2017年
- 獣電戦隊キョウリュウジャーブレイブ（ナレーション）

2024年
- 王様戦隊キングオージャーVSキョウリュウジャー（ナレーション）

### テレビ番組
- 深夜秘宝館（1987年4 - 9月 フジテレビ）（「Dr.シーゲル・バーチー」役として声とスーツアクターを担当）
- アメトーーク!「北斗の拳」特集（予告ナレーション）
- おかあさんといっしょ（ガタラットの声）
  - スプーとガタラット
  - ぐ〜チョコランタン
- あいうえお（カエルの王様〈顔出し出演〉）1998年
- しらべてゴー!（うめ仙人）
- 世界の果てまでイッテQ!（「世界の超人大集合スペシャル」でタイトルコールを担当）
- プロダクションI・G特番（司会）
- 金曜メガTV 「世界ゲゲゲのゲ 妖怪軍団が送る金曜の怪談」（1996年11月29日、フジテレビ） - ねずみ男として
- ウルトラ情報局09年8月号（ザ☆ウルトラマン、モンキ役関連でのゲスト、2009年7月21日より1か月放送、CSファミリー劇場）
- 月刊コミックTV ドラマシアター（2010年 BS11）番組内で放映のコミドラ『吼えろペン』の炎尾燃役[注 11]
- 時々迷々「うたはつづくよどこまでも」の回のみ（新田〈ジ・エンド爺〉）
- アドリブアニメ研究所（第9回ゲスト、学園長先生役）
- 趣味どきっ!「一声入魂!アニメ声優塾」[315]（2015年、NHK Eテレ） - 第3回講師
- ぶっ飛び映画の宝庫！アサイラム襲来！（2017年、ムービープラス） - ナレーション[316]
- 声優のホンネ 神谷明×千葉繁（2020年10月23日、ファミリー劇場〈YouTube配信、動画配信、テレビ放送〉）※トーク番組。神谷明と出演[317][318]

### ラジオ
- 千葉繁のスパイラル・ワールド（TOKYO FM・JFN系）
- はみだし金沢王国（えふえむ・エヌ・ワン）
- 広井王子のマルチ天国（文化放送）
- マビノギボイスドラマ（電撃オンライン） - パン
- 東京REMIX族（コーナーナレーション）

### CD・DVD
- ARIA（郵便屋のおじさん）
- 今賀瞬バーストマン -愛しのソングブック Vol.1
- インフェリウス惑星戦史外伝 CONDITION GREEN（ジャス・タミガン）
- おかあさんといっしょ「ぐ〜チョコランタン」（ガタラットの声）
- GS美神 極楽大作戦!! 各作品（ドクター・カオス）
- 子安・氷上プレゼンツ 西遊記 碧の巻（ナレーション、村長）
- 七常の腐器/七常の腐器/七常の風器（2017 六常の風器 Ver.）/七常の風器（2022）（曲冒頭のナレーションを担当）
- 上海妖魔鬼怪（ヴァンプ）
- STRANGE+ THE DRAMA CD（ナレーション+α）
- STRANGE+ THE DRAMA CD2「DEEP SEEKER」（狗堂、ナレーション）
- 瀬戸の花嫁（泉）
- デジモンアドベンチャー02ドラマCD 石田ヤマト手紙-Letter-（サーファー、かき氷屋の親父）
- BASARA外伝TATARA（那智）
- FANTASTIC EXPLOSION 2（ナレーション）
- Vジャンプラネット 史上最大の歌合戦（暗黒大魔王マシリト）
- 蓬萊学園の初恋! イメージドラマCD（香田忍）
- NHKむしまるQゴールド大集合 大脱皮のテーマ「ハムスターのひげき」（千葉繁 & ハムスターズ）
- めぞん一刻 PARTY ALBUM（四谷）※音響監督、CDドラマ脚本も担当
- 悠久幻想曲2nd AlbumドラマCD vol.1,ensembleドラマCD vol.1（マーシャル）
- 浪漫倶楽部（綾小路うど）
- RIP SLYME ORCHESTRA ＋PLUS DISC-1 「雑念エンタテイメント」
- dream power-翼なき者たちへ-（A・G・A・S）※ソロでラップも担当
- 私誰キャラクターCD Vol.1「夏目ともこ」（チュパカブラ四太夫）

### ナレーション
- うわっ!ダマされた大賞（タイトルおよびサブタイトルコール）
- オレたちひょうきん族（1983年10月1日 - 1984年9月29日） - 向殿あさみと担当
- 芸能界特技王決定戦 TEPPEN
- ゴールデンスロット
- 世界の果てまでイッテQ!（「世界達人列伝スペシャル」）
- トリビアの泉 〜素晴らしきムダ知識〜（2006年8月30日放送・後半の影のナレーター）
  - 「ファミコンを武器に戦うマンガがある」（2004年6月16日）
- おこりびと2（2010年）
- ワルノリっ / ワルノリっ・番外編 / 劇場版ワルノリっ（2013年、DVDおよび映画作品ナレーション）
- アイドルマスター ミリオンライブ! プラチナスターライブ シーズン3 PV（ナレーション）
- 超絶 凄ワザ!（2015年2月19日以降、ナレーション）
- チャリダー★（NHK BS1、ナレーション）
- 邦子と徹のあんたが主役（ナレーション） - テレビ朝日
- 魔法使いと黒猫のウィズ（2017年北斗の拳コラボ、ナレーション）
- ダンシング・ウィズ・バード 驚きの求愛行動（日本語ナレーション） - Netflix

### 舞台
- サクラ大戦歌謡ショウ
- バーストマン公演作品（出演、演出）
- La・Moon主催 四谷於岩稲荷田宮神社勧進奉納舞台「なぞらえ屋」シリーズ（坂東厳斎）
  - なぞらえ屋〜奇巡四谷怪談〜（2009年9月18日 - 20日、築地本願寺ブディストホール）
  - なぞらえ屋〜不思議底七歌〜（2011年4月1日 - 3日、吉祥寺 前進座劇場）
  - なぞらえ屋スピンオフ第二弾「残憧〜雪中紅螢〜」「残笑〜嗚呼青春の接吻道〜」（2011年11月25日 - 27日、戸野廣浩司記念劇場）
- カプセル兵団「超鋼祈願ササヅカインー新たなる脅威ー」（2013年7月11日 - 7月15日、笹塚ファクトリー）
- 北斗の拳 -世紀末ザコ伝説-（2017年9月6日 - 10日、シアターGロッソ） - 声の出演[319]

### 教育・バラエティ
- ダンジョンV（1993年 - 1994年、暗黒大魔王マシリト、変なおじさん、他の声、その他一部で顔出し）
- 天才てれびくんシリーズ（てっちゃん、TKくん[注 12]）
  - 転校生マオ（ナレーション）
  - ミステリーの館（ブレーンバスター伯爵）
  - ザ・ゴーストカンパニー（警察官、易者）
  - 天てれドラマ（2004年度）（ミラクルおじさん）
  - 新ユゲデール物語（∞〈ムゲン〉）
  - 天てれドラマ（2022年度）（テッショウの雷キャ）
- さんすう犬ワン（2014年 - 、カズラーの声[320]）

### CM
1986年
- アイレム スクーン（ナレーション）

1987年
- 紀文食品 魚河岸揚げ（ナレーション）

1988年
- バンダイ 仮面ライダー倶楽部 激突ショッカーランド（ナレーション）

1989年
- バンダイ SDガンダム ガシャポンウォーズ（ナレーション）
- レゴ 南海の勇者シリーズ（ブロードサイド総督の声）

1991年
- 学生援護会 デイリーan（おまわりさんの声）

1992年
- バンプレスト CBキャラウォーズ 失われたギャ〜グ（ナレーション）
- ナムコ 平成天才バカボン（レレレのおじさんの声）

1993年
- ADK ワールドヒーローズ2（ナレーション）
- カプコン マッスルボマー（ナレーション）
- ツクダオリジナル GAK（ナレーション）

1995年
- アステル東京 PHS「おでかけ電話はルルルのル〜」（レレレのおじさんの声）

1997年
- バンダイ 音声衰弱オトカルチョ（ナレーション）
- 東北新社 PAL -神犬伝説-

2003年
- 任天堂 メイド イン ワリオ（ナレーション）
- 任天堂 あつまれ!!メイド イン ワリオ（ナレーション）

2004年
- 任天堂 まわるメイドインワリオ（ナレーション）
- ロート製薬 レスパ（レレレのおじさんの声）

2007年
- リクルート タウンワーク社員（東海版）（ナレーション）
- 薬用ターターコントロール ベターケア リステリン（ナレーション）

2008年
- 毎日放送・土6→日曜午後五移動告知（ナレーション）

2009年
- 鴨川ホルモー（特報・予告編のタイトルコール、予告編のナレーション）
- マクドナルド ハッピーセット（ナレーション）

2010年
- セガ クロヒョウ 龍が如く新章（ナレーション）

2011年
- バンダイナムコゲームス THE IDOLM@STER 2 (PS3) #1「クラッシュデビルズ編」（ナレーション）

2013年
- イオン（ナレーション）
- くら寿司（ナレーション）
- スノーボード天国（ナレーション）
- 「VitaminZ Revolution」聖帝学園紹介PV〜ヤンキー少年編〜（ヤンキー少年）

2014年
- 偉大なる、しゅららぼん（予告編のナレーション）
- デアゴスティーニ・ジャパン 北斗の拳 DVDコレクション（ナレーション）
- トカレフ（テレビスポットナレーション）
- ヘラクレス（特報・予告編のタイトルコール、予告編のナレーション）

2015年
- ショップジャパン ワンダーコア（レレレのおじさん、本官さんの声）
- パチンコホールD'STATION（ラジオCMナレーション）
- 珍遊記（特報ナレーション）

2016年
- ダイドー うまみブレンド

2017年
- 神戸物産 業務スーパー（ナレーション）

2018年
- シッチェス映画祭ファンタスティック・セレクション2018（予告編ナレーション）

2020年
- ACジャパン 2020年度支援キャンペーン「アレレのレ？ご存知ないんですか？ 」（レレレのおじさんの声）
- 今日から俺は!!劇場版（予告ナレーション）

2022年
- 極主夫道（予告ナレーション）

2023年
- 獅少年/ライオン少年（予告ナレーション）
- トランスフォーマー/ビースト覚醒 日本語版予告（メガトロン）
- ソードアート・オンライン ラスト リコレクション（予告風トレイラーナレーション）

### モーションコミック
- 声優戦隊ボイストーム7（2013年、妄想獣、ナレーション[329]）

### 人形劇
- NHK教育 こどもにんぎょう劇場
  - 「えすがたにょうぼう」（農民）
  - 「紳士とオバケ氏」（オバケ氏）

### パチンコ・パチスロ
- サミー
  - 「北斗の拳」「北斗の拳SE（スペシャルエディション）」「北斗の拳2 乱世覇王伝 天覇の章」「パチスロ北斗の拳 世紀末救世主伝説」（パチスロ。遊技中の効果メッセージ・ナレーション）
  - 「CR北斗の拳 伝承」「CR北斗の拳 強敵（とも）」（パチンコ。遊技中の効果メッセージ・ナレーション）
  - 「ぱちんこCR北斗の拳 ラオウバージョン、ケンシロウバージョン、ユリアバージョン」（パチンコ。遊技中の効果メッセージ・ナレーション）
  - 「パチスロ装甲騎兵ボトムズ」（パチスロ。遊技中の効果メッセージ・バニラ・バートラー）
- 大一商会
  - 「CR天才バカボン」「CR天才バカボン2」「CR天才バカボン 41才の春だから」（パチンコ。レレレのおじさん、本官さん）
  - 「CRレレレにおまかせ!」「CR新レレレにおまかせ！」「CRAもっと！レレレにおまかせ！」（パチンコ。レレレのおじさん、本官さん）
- 大都技研
  - 「秘宝伝」（パチスロ。遊技中の効果メッセージ、主人公レオンの父）
- 豊丸産業
  - 「CR江頭2:50」（パチンコ。ナレーション）
  - 「CR魔神英雄伝ワタル」（パチンコ。デス・ゴッド）
- 山佐
  - 「パチスロキン肉マン〜キン肉星王位争奪編〜」（パチスロ。遊戯中の効果メッセージ、中野さん〈中野和雄〉、キン肉マンソルジャー〈キン肉アタル〉）
- SNKプレイモア
  - 「KOF3」（パチスロ。遊戯中の効果メッセージ）

### 玩具
- 獣電戦隊キョウリュウジャー 変身銃 DXガブリボルバー（2013年2月16日）
- 獣電戦隊キョウリュウジャー カミツキ合体 DXキョウリュウジン（2013年2月23日）
- 獣電戦隊キョウリュウジャー カミナリ変形 DXプテライデンオー（2013年4月20日）
- 獣電戦隊キョウリュウジャー ファングショットセット（2013年4月27日）
- 獣電戦隊キョウリュウジャー 変身ガントレット DXガブリチェンジャー（2013年5月18日）
- 獣電戦隊キョウリュウジャー 直列獣電剣 ザンダーサンダー（2013年5月18日）
- 獣電戦隊キョウリュウジャー ロケット変形 DXプレズオー（2013年7月27日）
- 獣電戦隊キョウリュウジャー 獣電竜シリーズ00 トバスピノ（2013年8月10日）
- 獣電戦隊キョウリュウジャー 変形銃 ガブティラ・デ・カーニバル（2013年9月14日）
- 獣電戦隊キョウリュウジャー 超カミツキ変形 DXギガントブラギオー（2013年10月26日）
- 獣電戦隊キョウリュウジャー 変身銃 DXギガガブリボルバー（2013年11月9日）
- 獣電戦隊キョウリュウジャー カミツキ合体 DXキョウリュウジン～ダークバージョン～（2013年11月23日）
- 獣電戦隊キョウリュウジャーブレイブ カミツキ合体 ブレイブキョウリュウジンセット（2017年9月13日）
- 獣電戦隊キョウリュウジャーブレイブ ガブガブリボルバー（2017年10月）
- 獣電戦隊キョウリュウジャーブレイブ ガブガブリボルバー&ガブガブリカリバーセット（2017年10月）
- 獣電戦隊キョウリュウジャー DXキングガブリカリバー（2023年10月21日）
- 獣電戦隊キョウリュウジャー ガブリボルバー -MEMORIAL EDITION-（2024年6月27日）
- 獣電戦隊キョウリュウジャー ガブティボルバー -MEMORIAL EDITION-（2024年12月27日）
- 獣電戦隊キョウリュウジャー キングガブリカリバー -MEMORIAL EDITION-（2025年3月14日）
- 獣電戦隊キョウリュウジャー ギガガブリボルバー -MEMORIAL EDITION- 10大獣電池セット（2025年6月23日）

### その他コンテンツ
- アメイジング・アドベンチャー・オブ・スパイダーマン（ホブゴブリン）
- 劇場版 獣電戦隊キョウリュウジャー ガブリンチョ・オブ・ミュージック（着信ボイス[330]）
- ゲゲゲの鬼太郎 〜鬼太郎の幽霊電車〜（ねずみ男[331]）
- 千葉繁の眠れない北斗プラネタリウム（ナレーション[332]）
- 東京ディズニーシーのアトラクション『マジックランプシアター』（コブラのベキート）
- 東京ディズニーランドのスペシャルイベント『ヘラクレス・ザ・ヒーロー』（ハデス）
- 東京ディズニーランドのスペシャルイベント『ミッキーのギフト・オブ・ドリームズ』（ハデス）
- ドラポギグ（古代魔導師MC役）
- ビックリマン エキサイティングテレフォン（ディオ・コッキー）
- ファッションセンターしまむら創業祭2015（店内放送MC）
- ベストモータリング ナレーション
- PC-FX用ゲームソフトボイスパラダイス（企画、脚本、声の出演）
- 北斗の拳ナイター（ナレーション[333]）
- 北斗のマンチョコ＜35thアニバーサリー＞（ナレーションボイス[334]）
- 堀江由衣をめぐる冒険IV〜パイレーツ・オブ・ユイ 3013〜（ガイコッツ船長）
- MMORPGマビノギ（チュートリアル動画「ロナとパンのファンタジーライフ」のパン）
- ヤンさんと日本の人々
- 夜の海賊遊園地からの脱出（船長シザー[335]）

## 音響監督
※ 特記のない限り全て音響監督としての参加

### テレビアニメ
1991年
- 楽しいムーミン一家 冒険日記 ※斯波重治との連名
- 人魚姫 マリーナの冒険

1995年
- クマのプー太郎

1997年
- 学級王ヤマザキ
- HAUNTEDじゃんくしょん

1998年
- よいこ

1999年
- 仙界伝 封神演義

2000年
- うちゅう人 田中太郎

2001年
- シスター・プリンセス
- 探偵少年カゲマン

2002年
- シスター・プリンセス RePure

2003年
- 時空冒険記ゼントリックス（録音演出）
- 絶体絶命でんぢゃらすじーさん
- MOUSE
- ミュータント・タートルズ（録音演出）

2006年
- きらりん☆レボリューション 

2015年
- おまかせ!みらくるキャット団

2021年
- 妖怪ウォッチ♪

### OVA
1989年
- 御先祖様万々歳!

1990年
- しあわせのかたち
- CBキャラ 永井豪ワールド
- デビルマン 妖鳥死麗濡編

1991年
- 究極超人あ〜る

1996年
- TWIN SIGNAL

1999年
- 最遊記
- 菜々子解体診書

2001年
- Memories Off

2003年
- がぁーでぃあんHearts
- Memories Off 2nd

2004年
- Memories Off 3.5 想い出の彼方へ
- Memories Off 3.5 祈りの届く刻…

2005年
- がぁーでぃあんHearts ぱわ〜あっぷ!

### 劇場アニメ
1990年
- MAROKO 麿子

2021年
- 映画 妖怪ウォッチ♪ ケータとオレっちの出会い編だニャン♪ワ、ワタクシも〜♪♪

2023年
- 妖怪ウォッチ♪ ジバニャンvsコマさん もんげー大決戦だニャン

### ゲーム
1996年
- ブルーブレイカー 〜剣よりも微笑みを〜

1998年
- 火星物語

2001年
- 松本零士999 〜Story of Galaxy Express 999〜（録音・演出）

2015年
- 新約アルカナスレイヤー

2017年
- ゼノブレイド2

2022年
- ゼノブレイド3

### ドラマCD
- 流星皇子TOMMY（1994年、録音ディレクター）
- クロックタワー2（1997年、演出）

### 映画
- トーキング・ヘッド
- 講談少年パパンパン

### 吹き替え
- ハイジ アルプスの物語

## 歌唱楽曲

### シングル
- 「Dr.ベルのテーマ」（1984年4月、テレビアニメ「チックンタックン」EDテーマ / 規格品番：7G-0044）
  - 作詞：森雪之丞 / 作曲・編曲：馬飼野康二
- 「なにがなんでも音頭」（1985年6月、テレビアニメ「コンポラキッド」挿入歌 / 規格品番：CK-752）
  - 作詞：寺田憲史 / 作曲：古田喜昭 / 編曲：有澤孝紀
- 「ねずみうた」（1997年6月25日、テレビアニメ「ゲゲゲの鬼太郎（第4作）」挿入歌 / 品番：WPD6-9137）
- 「おそうじ行進曲」（1990年2月21日、ビクター、品番：VICL-4。『平成天才バカボン』挿入歌）
  - 作詞：西紀寺史雄 / 作曲・編曲：本間勇輔